# Královská kaple (klášter Plasy)
Královská kaple kláštera v Plasích je gotická kaple z druhé poloviny 13. století, zasvěcená sv. Václavu a sv. Máří Magdaléně. Kaple je patrová, stejně jako například falcká kaple v Chebu. Kaple měla při svém založení výsadní postavení, které si zachovala až do 17. století, kdy byla zastavěna do klášterní sýpky a přídomek „královská“ ztratil význam. Zatímco okolní budovy kláštera prošly již řadou rekonstrukcí, interiér kaple si zachovala takřka svou původní podobu, alespoň její spodní patro. Vysvěcena byla pravděpodobně kolem roku 1265, za vlády panovníka Přemysla Otakara II.

## Popis kaple a historie

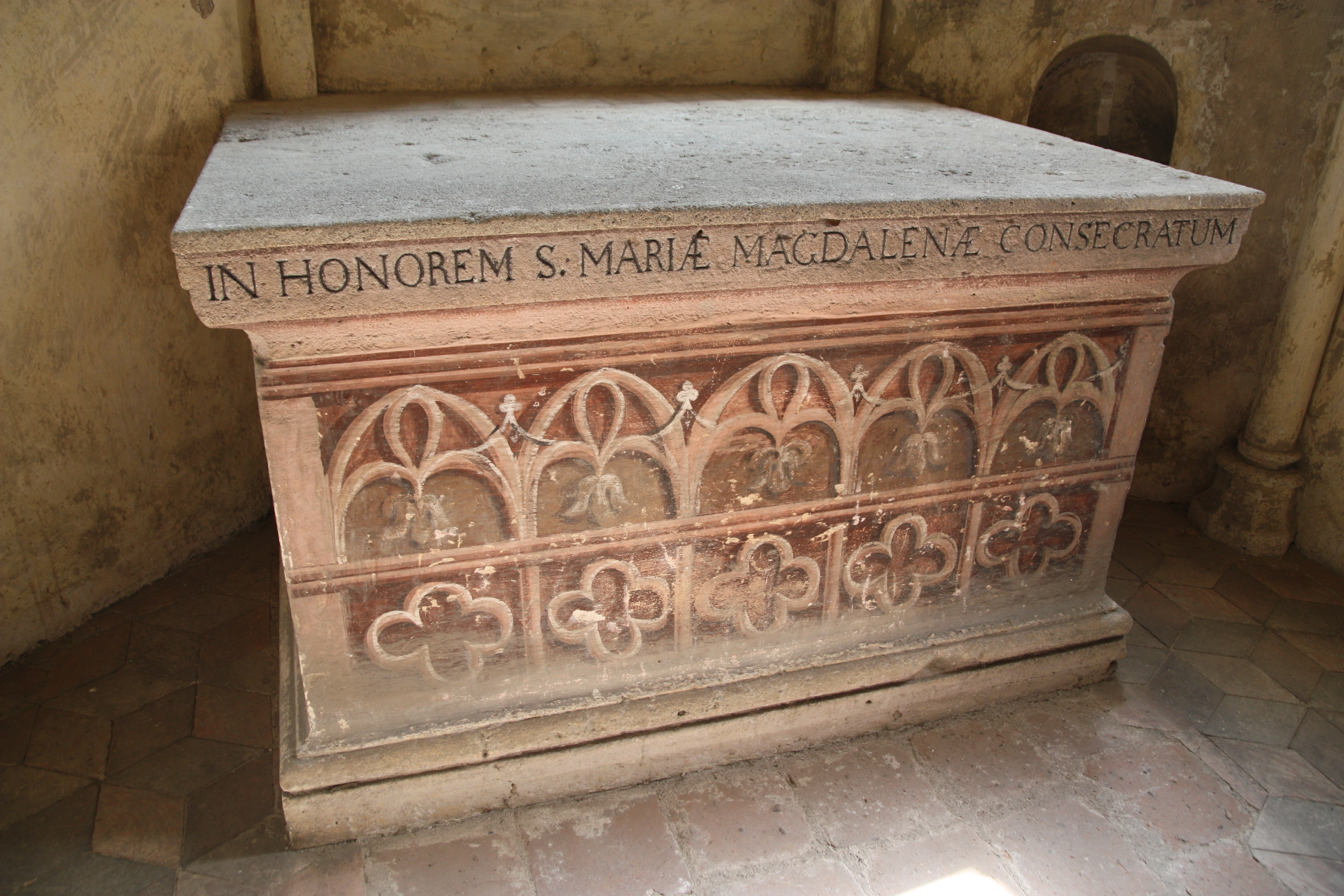
Oltářní mensa s malovanými ornamenty a s masivní oltářní deskou

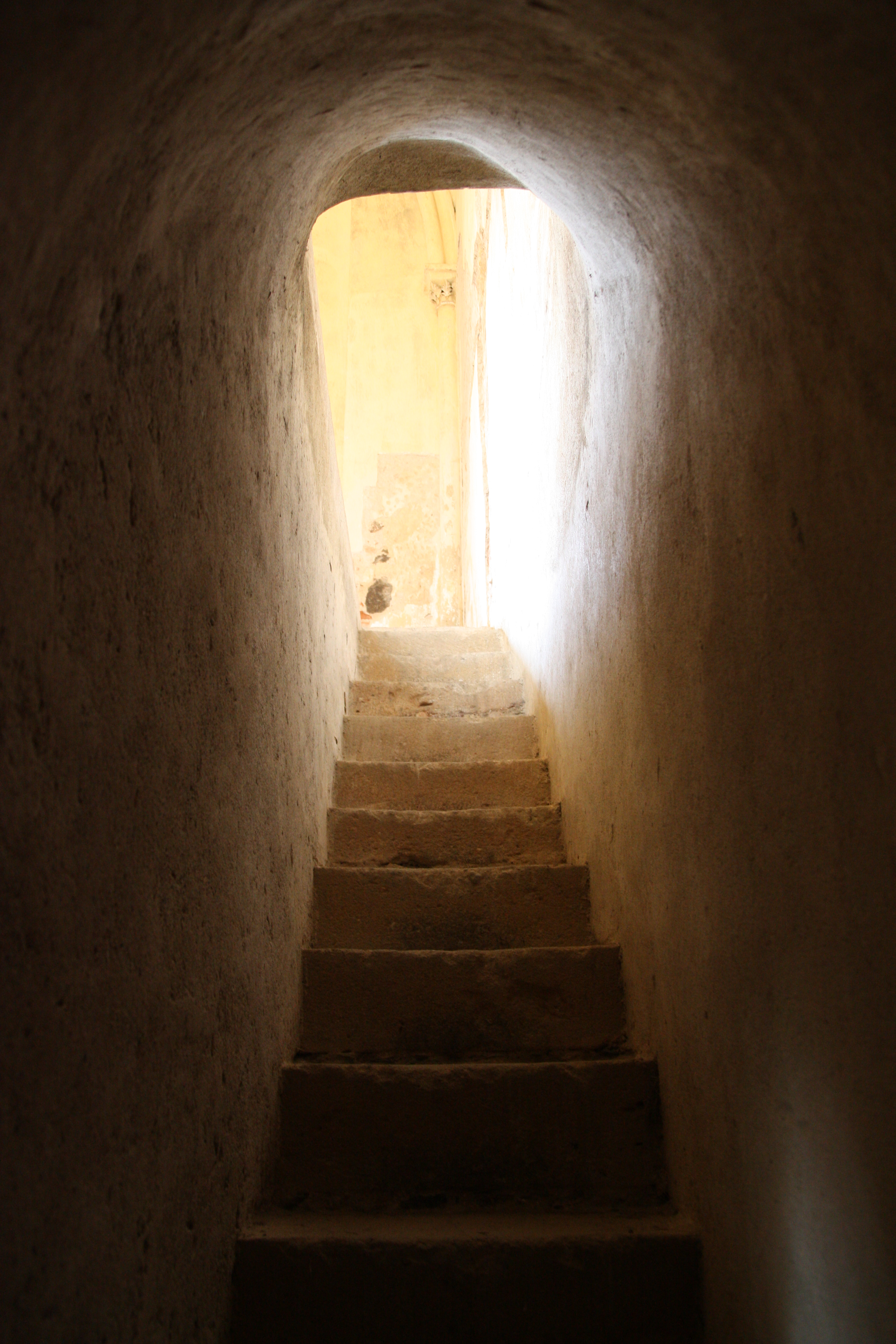
Schodiště v síle zdiva spojující dolní a horní kapli

Klášter v Plasích v západních Čechách vznikl z vůle knížete Vladislava II. Na jeho východní straně se nachází raně gotická královská kaple. Klášterní kronika z roku 1744 uvádí, že na kapli navazovalo obydlí pro příležitostnou návštěvu krále, residentia regia. Kronika zároveň uvádí, že kaple byla vysvěcena za opata Gerarda, tedy v letech 1265–1286. Kaple je poněkud neobvykle na danou dobu patrová, což jen dokládá, že se jednalo o poměrně významnou stavbu určenou pro panovníka a jeho družinu. Svědčí o tom i řemeslné zpracování kamenných kvádrů, ze kterých je vystavěno silné zdivo. Dalším příkladem patrové kaple je Saint Chapelle v Paříži, kterou nechal postavit Ludvík IX. jako součást královského sídla. Na našem území je obdobou kaple v klášteře ve Zlaté Koruně. Spodní část kaple byla zasvěcena svatému Václavovi, patronovi českých zemí a významnému předkovi přemyslovského rodu. Patro bylo zasvěceno svaté Máří Magdaléně. V severní části klášterního areálu poblíž kaple se zachovala původní románsko-gotická sýpka, která ale v 17. století prošla rozsáhlou barokní přestavbou a rozšířením. Kaple byla zastavěna do sýpky a z původní královské rezidence zůstaly jen mizivé pozůstatky, které dokládají její minulou existenci. K nalezení pozůstatků královské rezidence zásadně pomohl archeologický výzkum, prováděný v Plasích roku 1993.

## Architektura

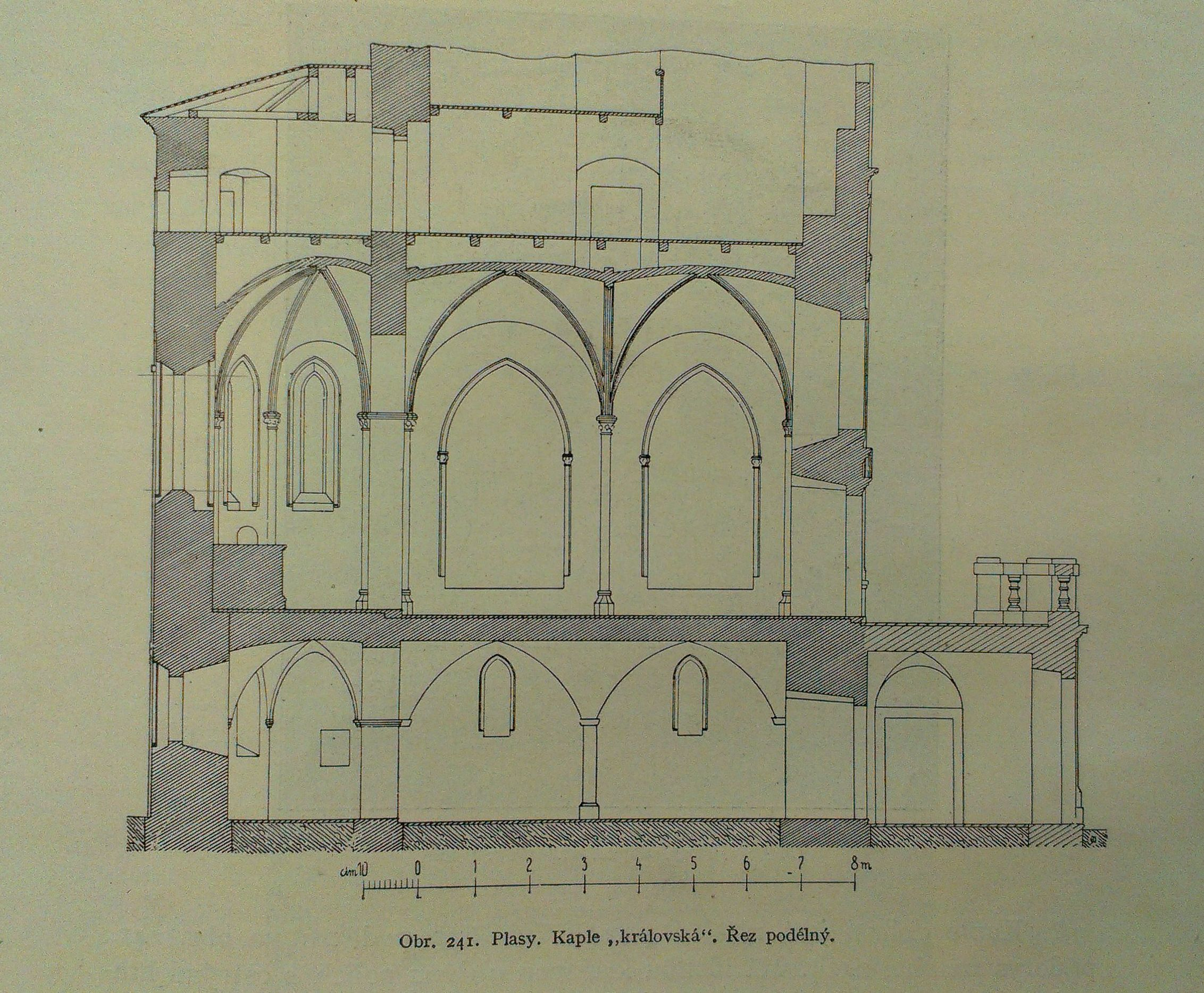
Podélný řez kaplí

Kaple je postavená v období raně gotickém, avšak stále nese prvky románské architektury. Je to především členění zdiva a jeho tíha a síla, co hovoří pro románský sloh. Prostor spodního patra je prostý, stísněný a s velmi nízkým stropem. Zcela odlišný charakter má horní patro s téměř dvojnásobně vysokou klenbou. Stěny kaple jsou poskládány z precizně zpracovaných, řemeslně obráběných pískovcových kvádrů, které k sobě perfektně lícují. Ve spodním patře má stěna mocnost až jeden metr, v horním patře je o něco slabší. Okna ve spodním patře jsou úzká a malá, s hrotitými záklenky. Mají poněkud románský ráz a neproniká jimi mnoho světla.

## Interiér

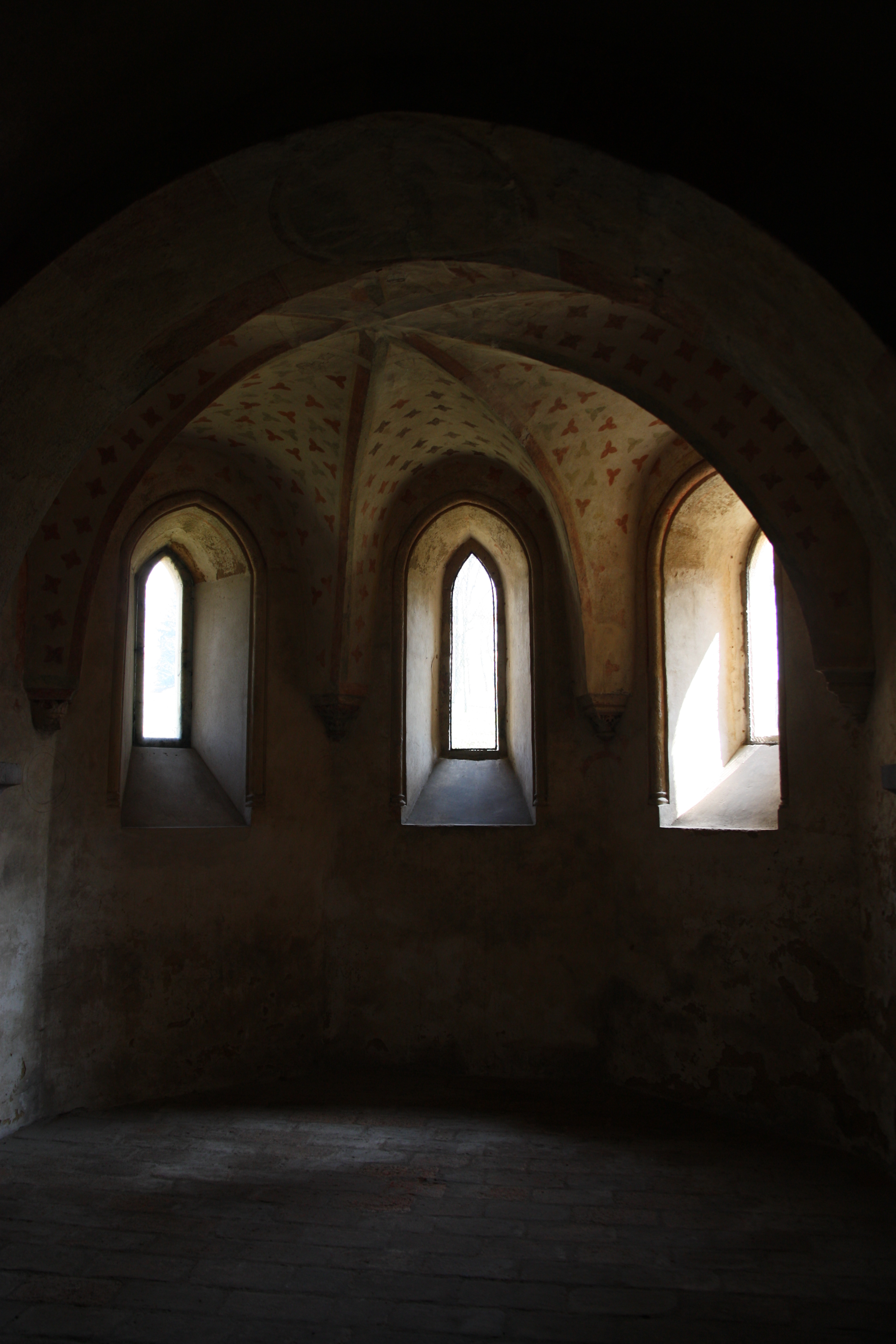
Prostor presbytáře dolní kaple s vnikajícím světlem

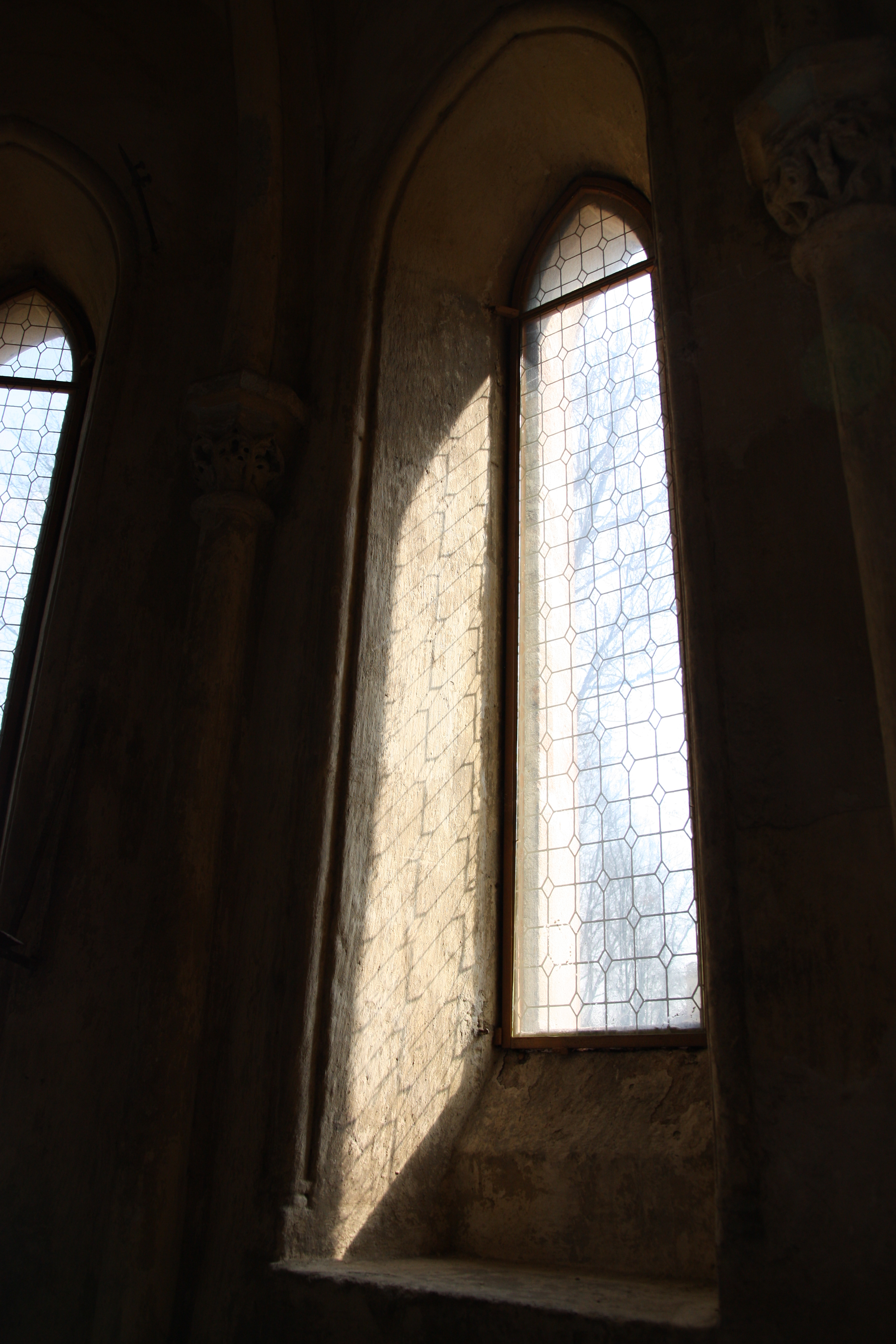
Vysoké okno vrhající světlo na omítku

Výrazové prostředky v interiéru kaple mají také jiný ráz v přízemku a v horním patře. Spodní prostor je zaklenutý prostou křížovou klenbou, a celá loď s presbytářem má na délku sotva deset metrů. Loď před presbytářem překlenuje masivní vítězný oblouk, vyzděný z kamenných kvádrů a stojící na těžkých pilířích. Klenba pětibokého závěru presbytáře je paprsčitého tvaru, místo žeber má pouze hraněné hřebínky sbíhající se do vrcholu. Celkový výraz klenby je prostý a srozumitelný. Náběhy kleneb se opírají o drobné konzolky, z nichž jedna má podobu hlavy s královskou korunou. To není pouze ozdobné gesto, ale poukazuje na královský patronát nad plaským klášterem. Na ostatních konzolách spatřujeme rostlinné nebo jiné přírodní motivy, které stylově ozvláštňují prostor. Soudí se, že klenba spodní kaple byla obnovena v raném baroku poté, co byla kaple poničena.
V síle severní zdi se za portálkem nachází schodiště, po kterém vystoupáme do horního patra kaple. To je díky pěti vysokým oknům v presbytáři mnohem světlejší než spodní. Výraz horního prostoru je lehčí, ozdobnější a vznešenější než spodní. Kontrast mezi spodním a horním patrem nebyl neobvyklý, je naopak příznačný pro všechny patrové kaple. V jižní zdi se našly pozůstatky ostění dvou oken, která byla ovšem zazděna. Dnes odkrytá slepá okna svým stylem odpovídají oknům v presbytáři. Ta jsou prostá a poměrně veliká. Jsou vyplněná tabulkovým sklem a nejsou v nich osazeny kružby. Zajímavým architektonickým prvkem je ostění, které ve formě válcového prutu obíhá bez přerušení celé okno a je na každé straně posazené na miniaturním soklíku. Ostění tedy zvýrazňuje okenní otvor.
Výška prostoru je umocněná architektonickým prvkem, který není pro cisterciácké kláštery obvyklý. Žebrová klenba je podepřená příporami, které běží podél zdi a jsou osazeny patkou až na úrovni podlahy. Jenom přípora podpírající klenbu v místě schodiště je zkrácená a posazená na konzole. Celkově jsou přípory štíhlé a klenební hruškovitá žebra, která na ně nasedají, svou tloušťkou v podstatě na přípory navazují. Přípory nejsou zasazeny do zdiva, jak je obvyklé u gotické architektury, ale naopak vystupují velmi výrazně do prostoru. Konstrukce a zdivo tu působí odděleně.
Hlavice přípor mají kalichovitý tvar, některé se konvexně rozšiřují nahoru. Dekor na hlavicích byl vytesán prolamovanou technikou, a jsou to především listy a palmetky, odvozené z přírodních vzorů. Křížení žeber zakrývají kruhové svorníky s vytesanými ornamenty. Nápadný je v tomto prostoru mohutný půlkruhový vítězný oblouk, který se vypíná nad presbytářem a který je svou tíhou spíše románský.
Z pozdější doby je oltářní mensa s malovanými ornamenty. Jsou na ní zobrazeny kružby gotických oken a jeptišky, a na přední straně oltářní desky je vytesán nápis, zasvěcující horní kapli svaté Máří Magdaléně. Podlahu přízemku ještě do nedávné[kdy?] doby pokrývaly původní keramické dlaždice, složené do mozaiky. Taková dlažba byla použita i v dalších cisterciáckých klášterech v českých zemích, např. v Hradišti nad Jizerou, v Nepomuku a na Velehradě.
Zvnějšku je kaple téměř celá zastavěná do barokní sýpky, viditelná je pouze část presbytáře. Ta má tvar pětibokého hranolu ukončeného přesahující korunní římsou. Více než v interiéru je zde výrazné rozdělení zdiva do velikých kvádrů, které umocňují mohutnost stavby. Po hranách polygonu probíhají lizény, mezi kterými se rozpínají půlkruhové oblouky. Zdivo mezi nimi je mírně ustoupeno, takže tvoří dojem dvou překrývajících se vrstev.

## Malba a umělecké dílo

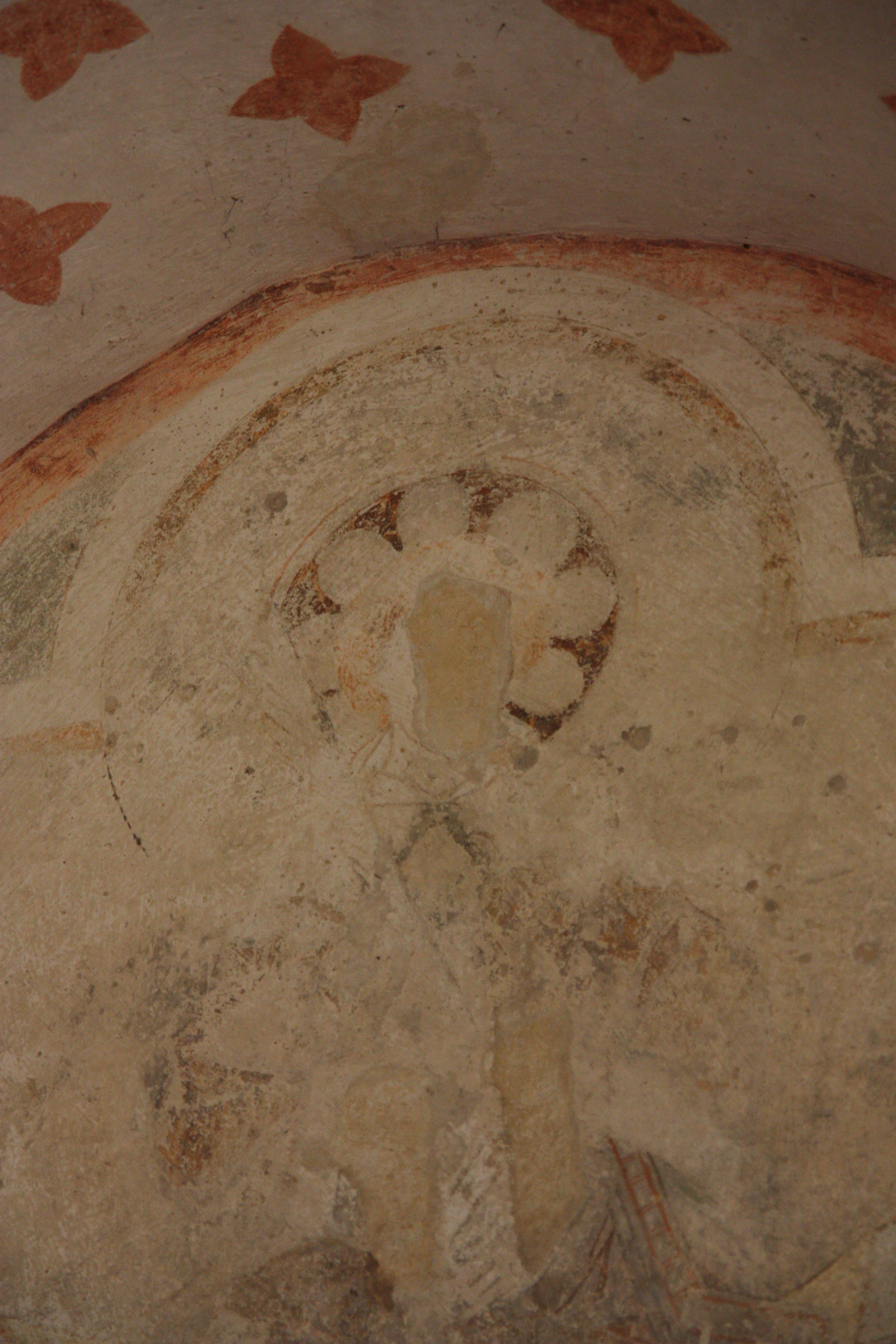
Severní stěna s freskou sv. Václava

Nástěnné malby v královské kapli v Plasích patří k významným památkám dochovaného gotického umění v Čechách. V přízemku se dochovaly původní fresky z doby kolem roku 1270. Na severní stěně presbytáře je v majestátním trojoblouku zobrazen trůnící světec, s palmovou ratolestí a s knihou. „Bohatě zdobená obloučková svatozář obklopuje oválný obličej s dnes již nezachovanou kresbou detailů, kterou lemují žluté zvlněné vlasy. Světec je oděn ve světlé spodní roucho a červený plášť, pod pravou rukou spatřujeme zalamovaný pás s třásněmi. Světec nemá tonzuru a je-li kaple skutečně zasvěcena sv. Václavu, pak jej lze ztotožnit s patronem českých panovníků“. Po stranách trůnu klečí dva donátoři. „Na protější jižní stěně presbytáře byl v kruhové výseči s přiléhavými dvěma polokružnicemi zobrazen další prostovlasý světec s mladistvou tváří, jehož oči, nos a ústa v pevné vnitřní kresbě jsou ještě dnes čitelné. … Určení ani tohoto světce není jednoznačné, lze však z analogie s iluminací ve Flores Bernardi uvažovat o sv. Vítu, druhém hlavním patronu českých panovníků. Čeští světci na iluminaci jsou rovněž prostovlasí a drží palmu v rukách“. „Na severní stěně lodi kaple je dochovaná, dnes špatně čitelná, postava světce s tonzurou, vkomponovaná do medailonu. … Tříčtvrteční postava světce je zahalena ve svrchní plášť, u krku sepjatý snad sponou, světlé roucho zvýrazňují svislé linie záhybů. Světec držel v pravé ruce rozměrnou palmovou ratolest a v levé asi knihu. Jeho mladistvou tvář s téměř nedochovanou kresbou obličeje vroubily krátké, ale bohatě zvlněné vlasy. V literatuře je považován za sv. Benedikta, světce jehož řeholí se cisterciáci řídili“. Figurální fresky doplňuje velmi výrazná ornamentální malba na klenbě presbytáře a triumfálním oblouku. Tvoří ji terakotové trojlisty, kvadriloby (čtyřlisty) a hvězdy. Hřebínky klenby jsou zvýrazněné malovanými pruhy a ve vrcholu klenby je malovaný svorník. Na ose místnosti na triumfálním oblouku je vyobrazen symbol Kristovy oběti – Beránek Boží. Důležitou součástí freskové výzdoby jsou i konsekrační kříže. Tyto zpravidla červené kříže vepsané do kruhu jsou symboly zasvěcení sakrálního prostoru a zde se opakují na stěně presbytáře pod každou konzolou.
Je pravděpodobné, že vliv plaského kláštera zasahoval na přelomu 13. a 14. století i do okolních kostelů. Konkrétně jsou to kostely v Kožlanech a v Plané, jejichž výzdoba má původ v cisterciáckém umění.

## Hodinový stroj
Za zmínku stojí také hodinový stroj, který se nachází v barokní věži nad kaplí. Pochází z roku 1720 a zdobí ho bohaté, ze železa ukuté, kytice.

## Galerie

### Dolní patro

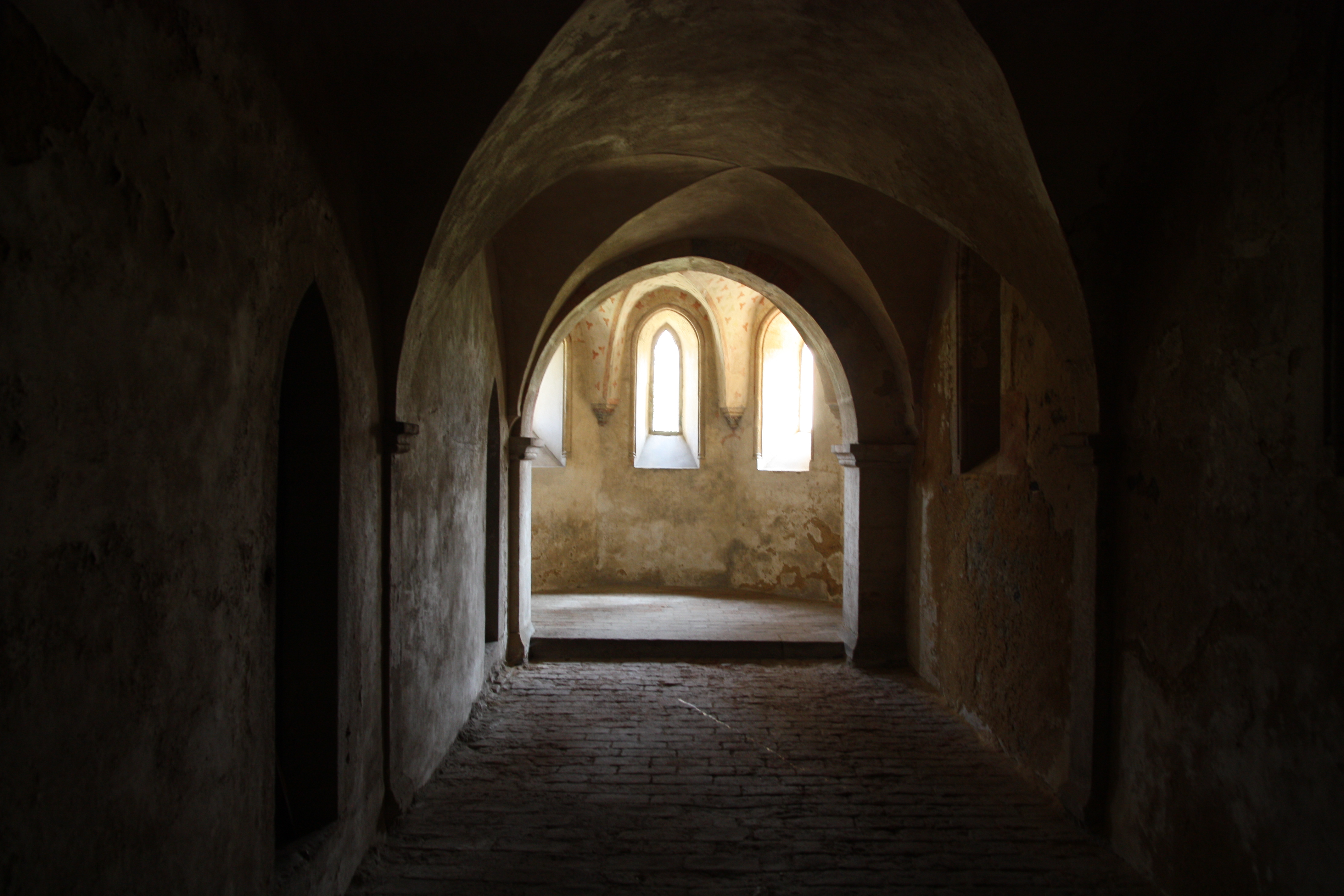
Celkový pohled na dolní kapli
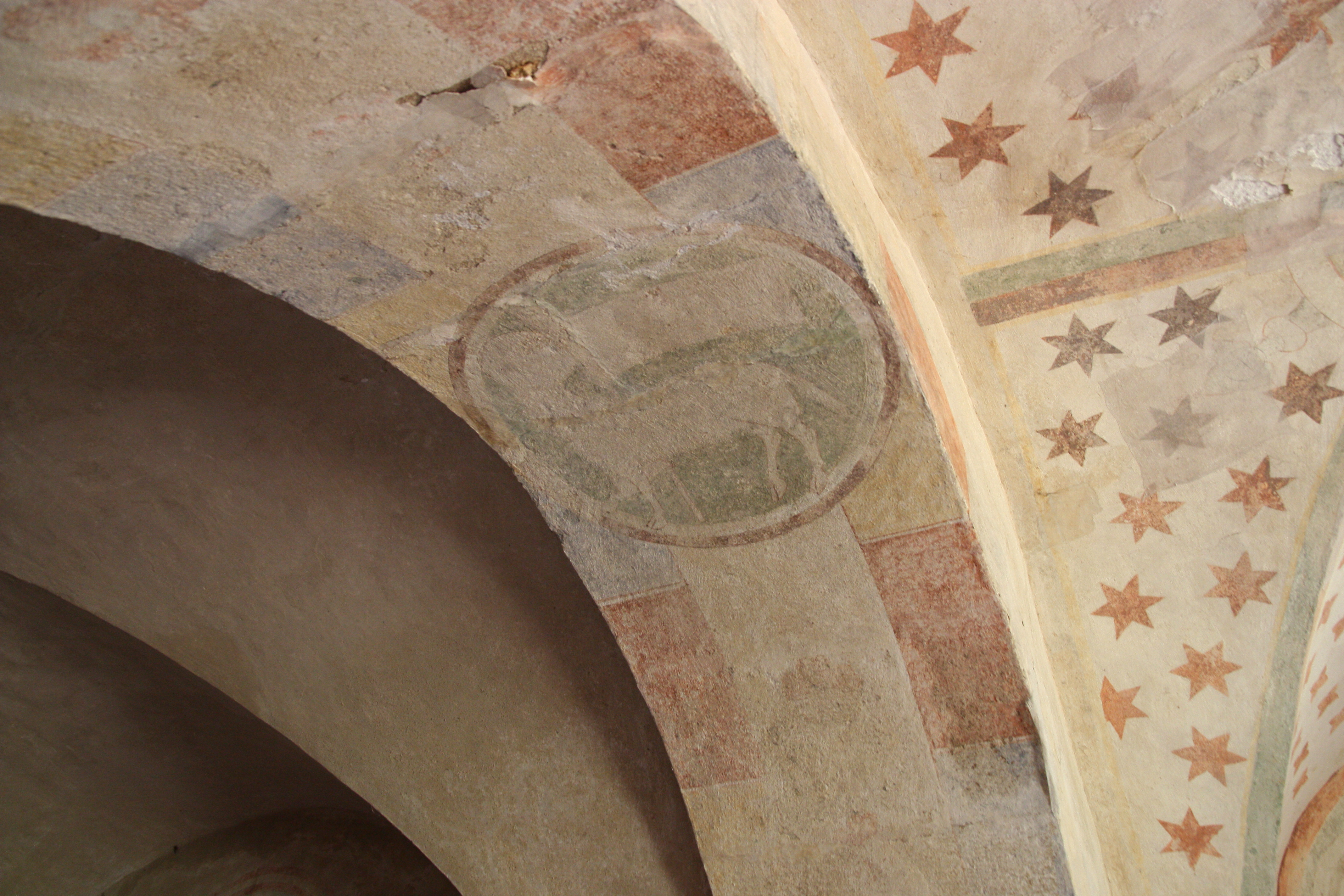
Beránek Boží na nástěnné malbě na vítězném oblouku
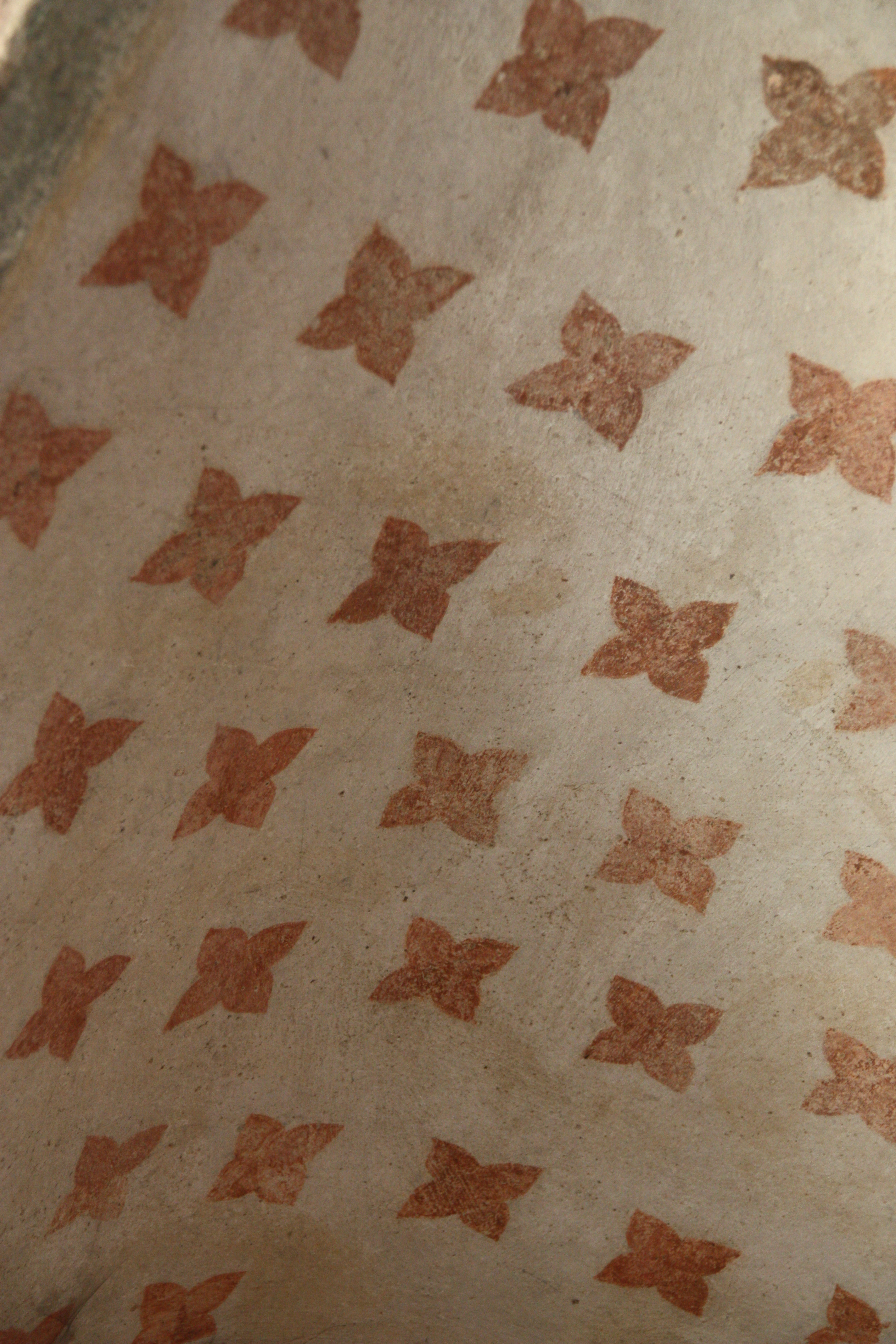
Ornamentální malba čtyřlistů na klenbě presbytáře
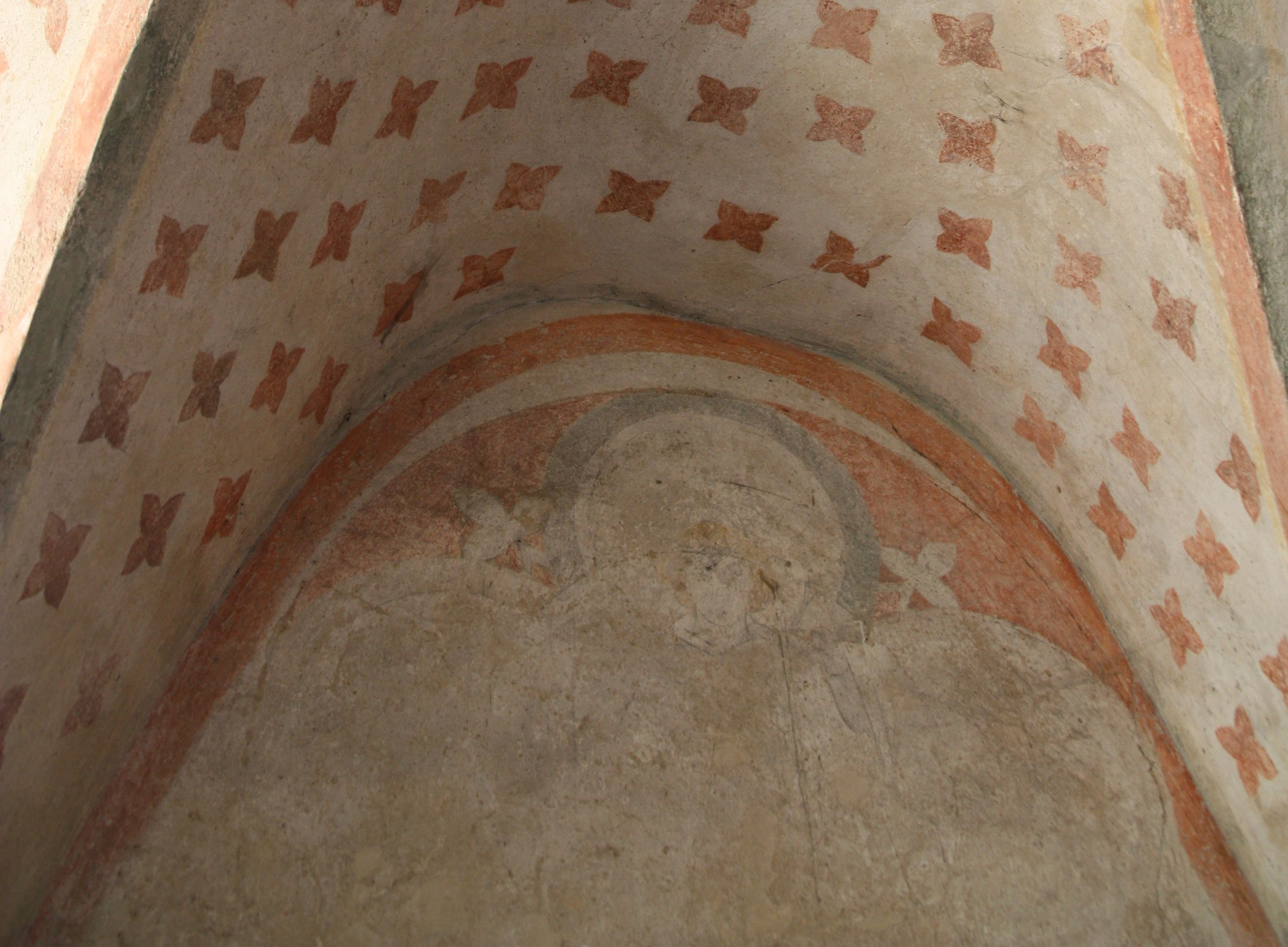
Jižní stěna s freskou sv. Víta
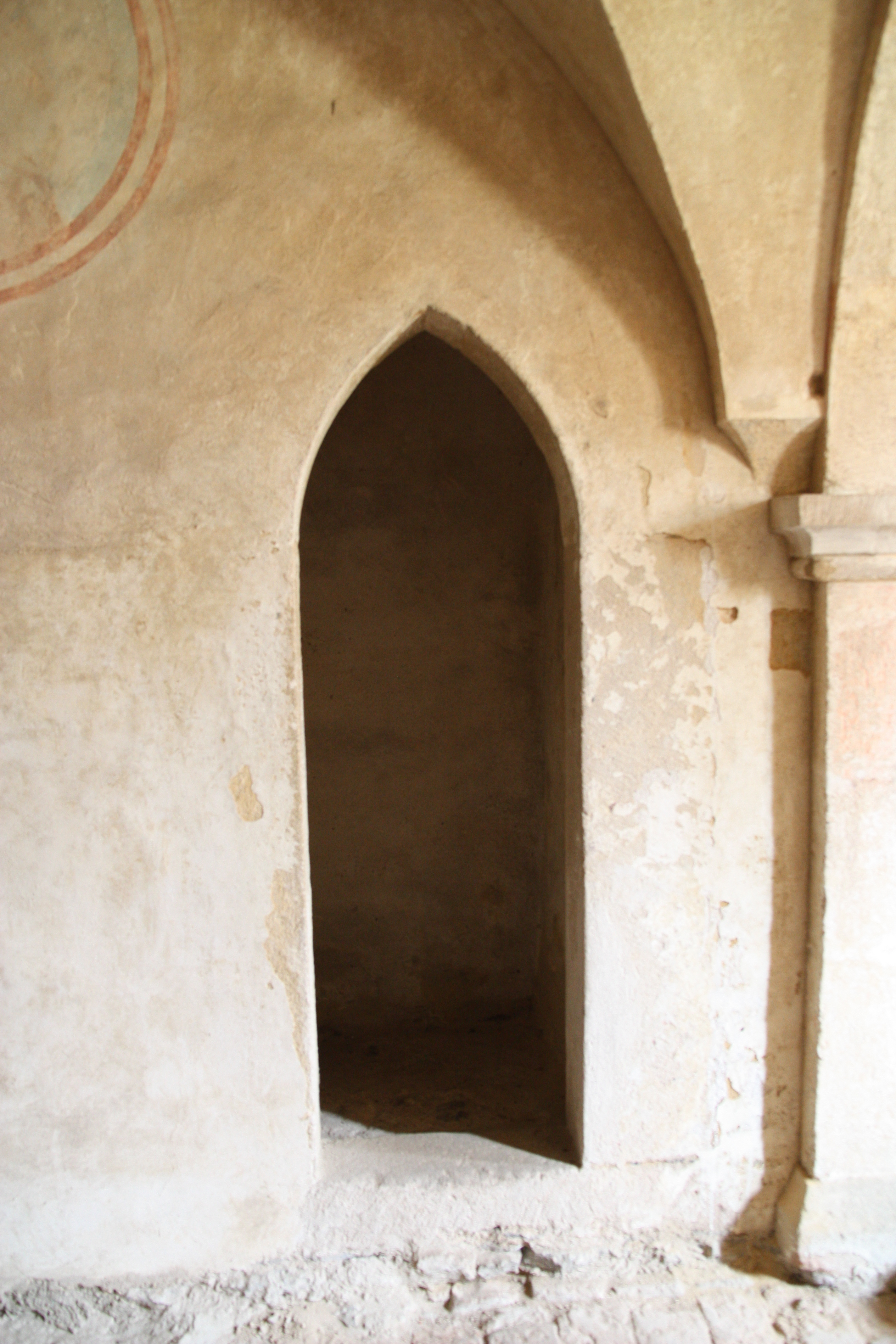
Portál na schodiště do horní kaple
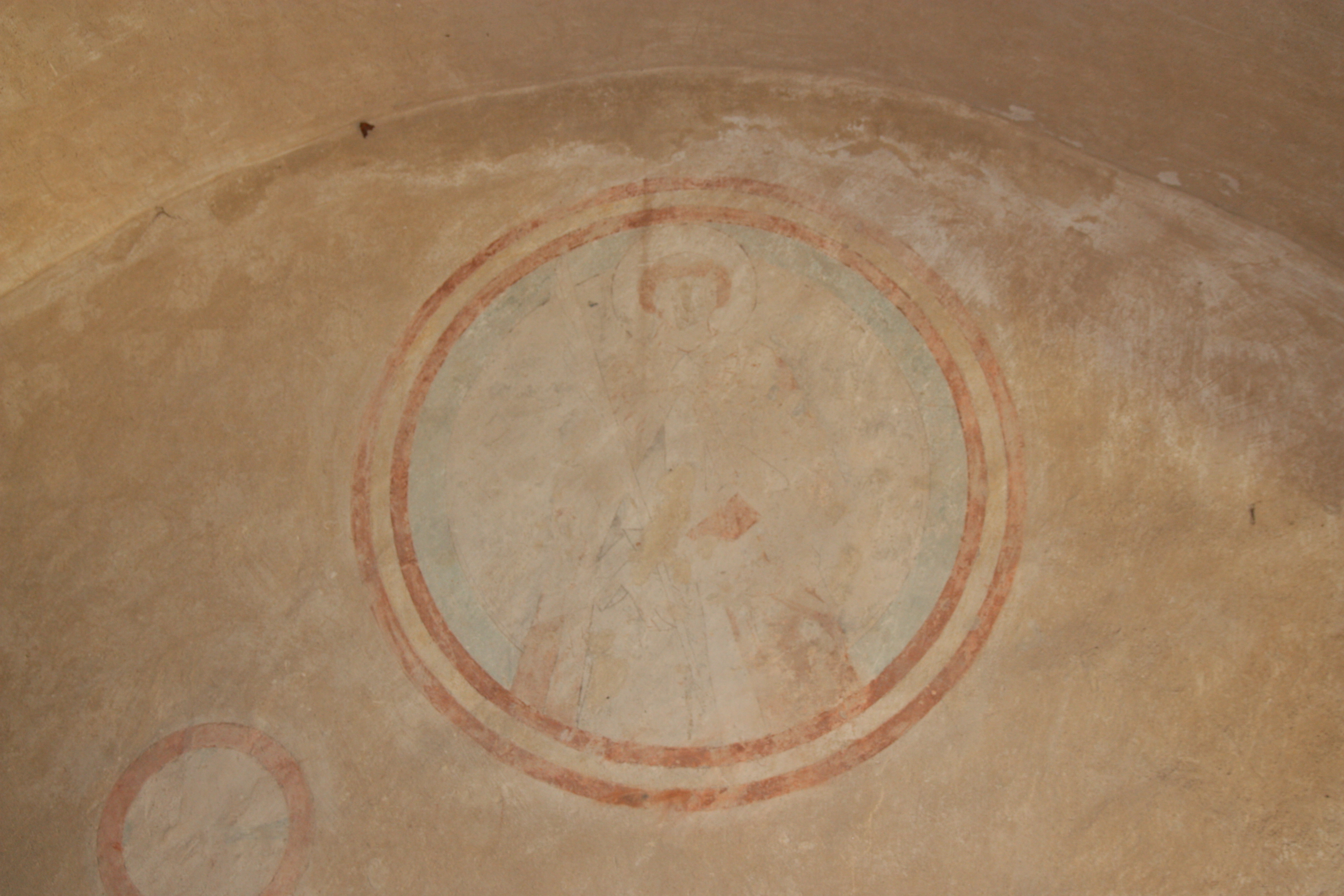
Nástěnná malba sv. Benedikta
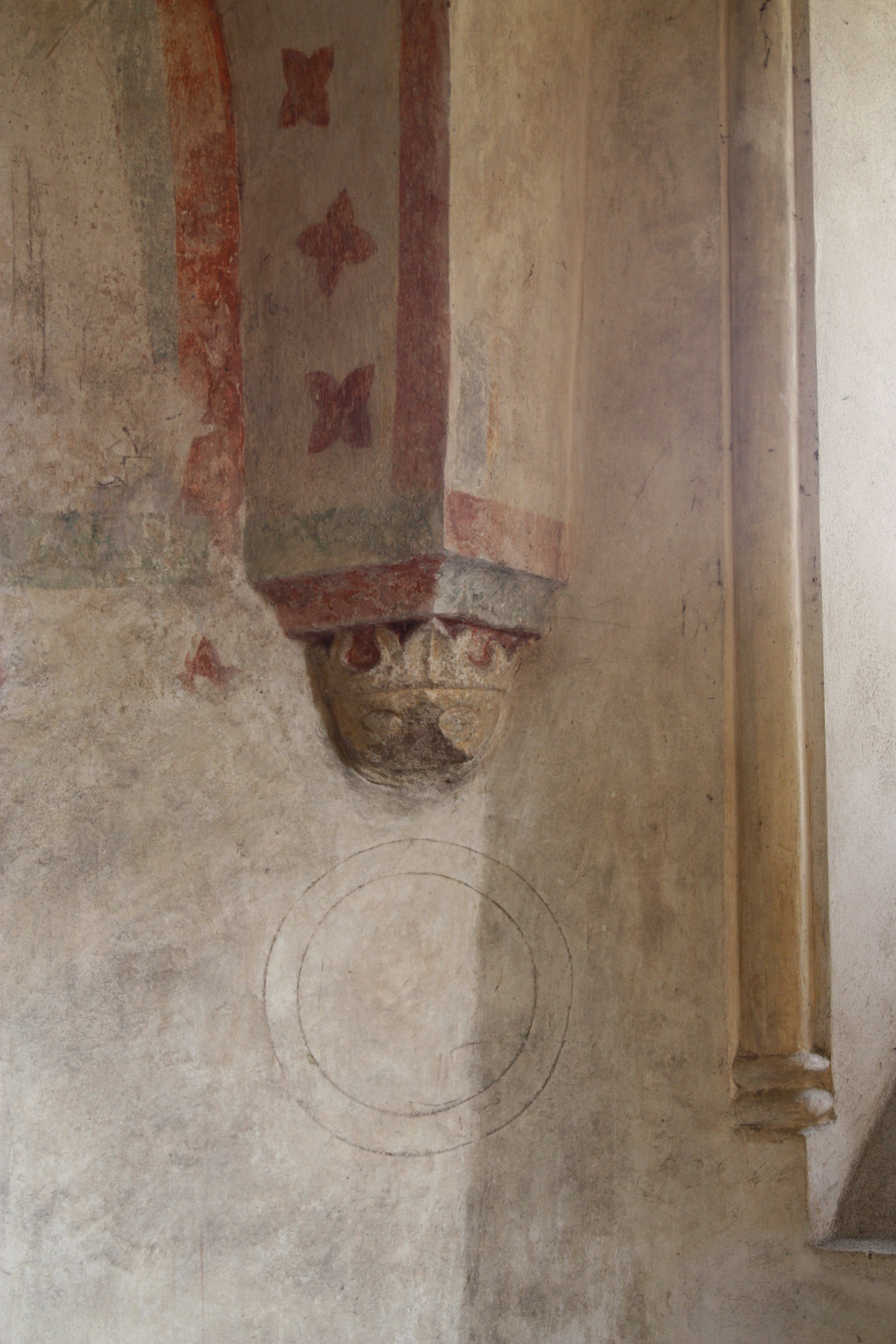
Konzolka s vegetabilním motivem
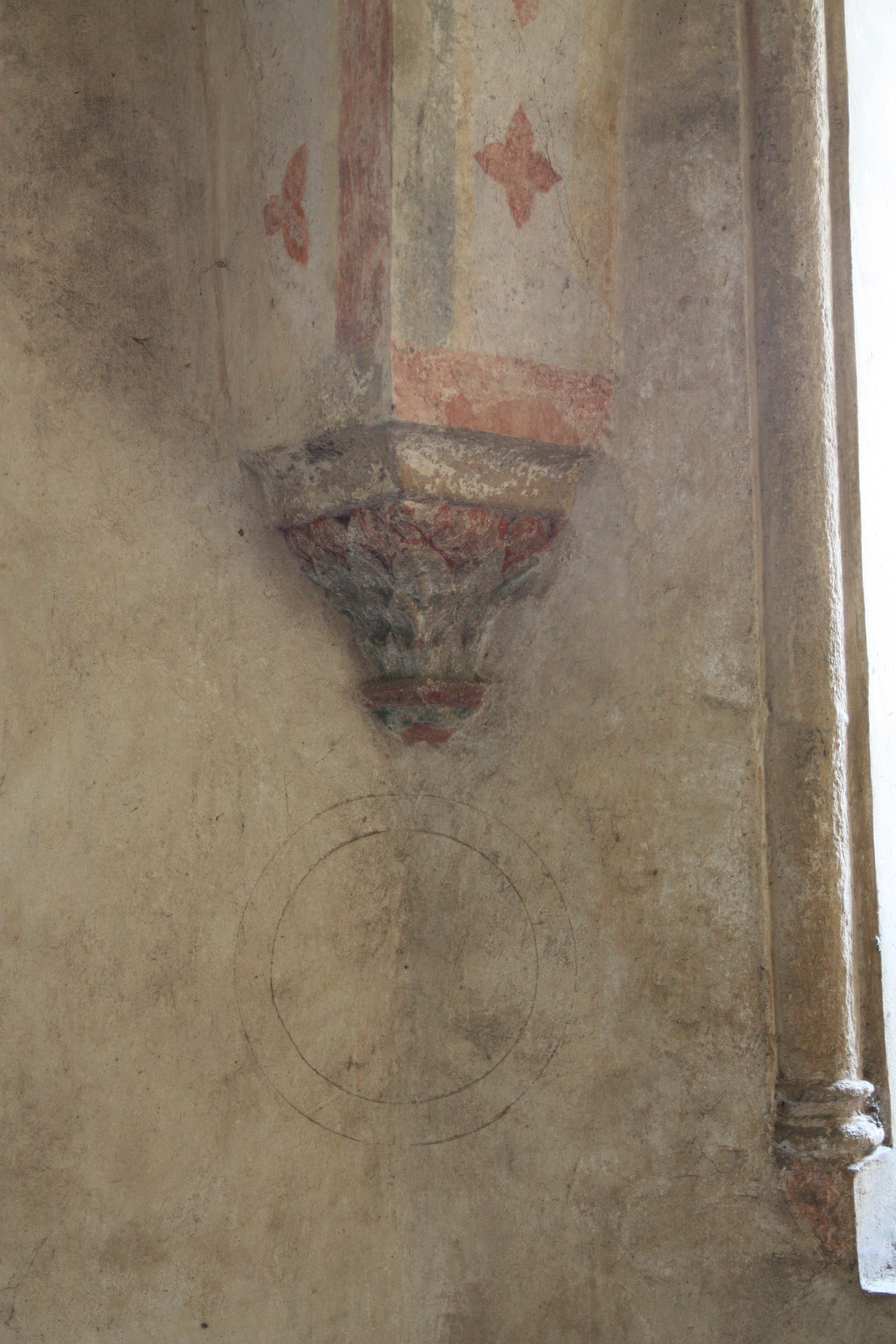
Konzolka s motivem překrývajících se listů
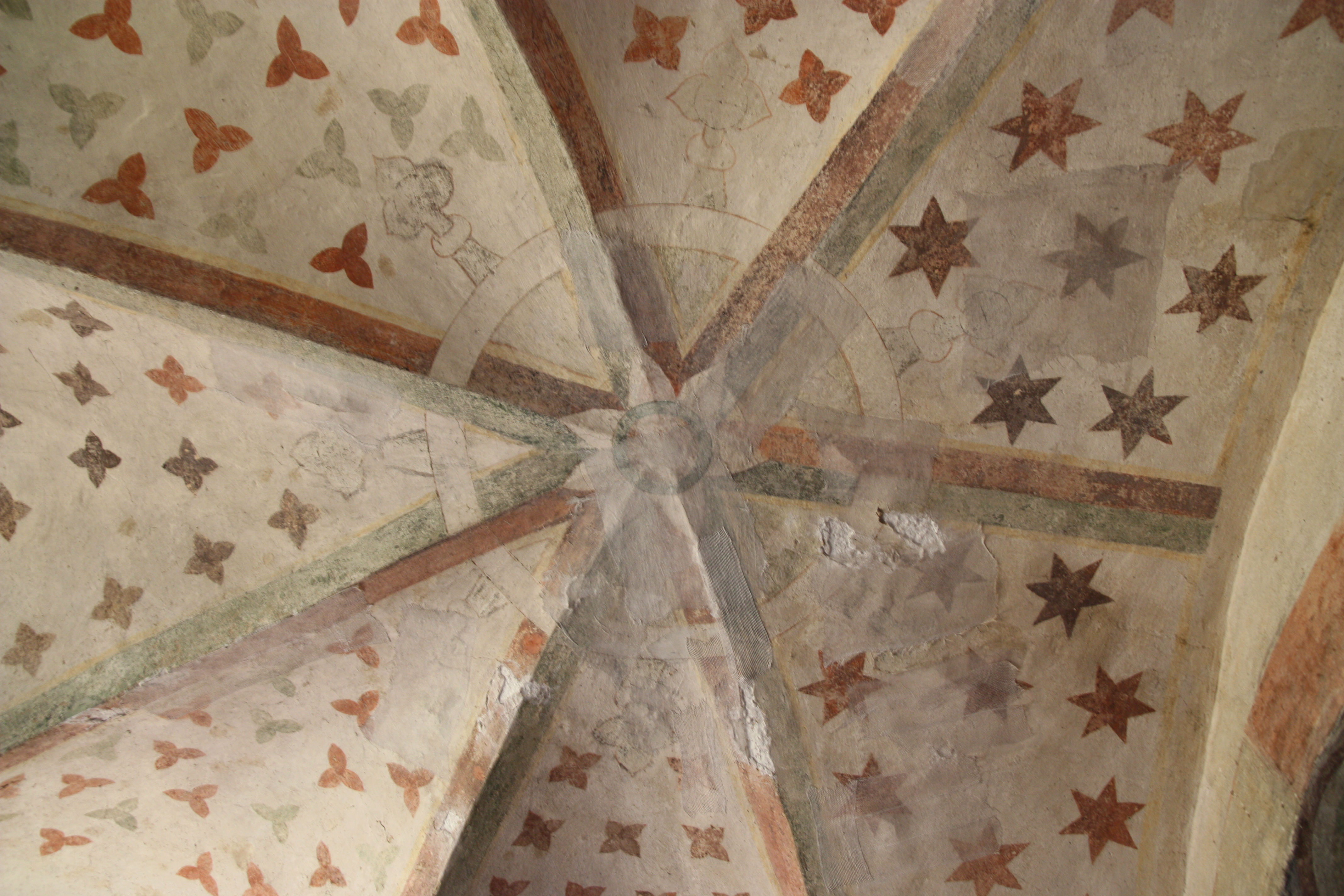
Naznačený malovaný svorník v barvách terakotové a zelené
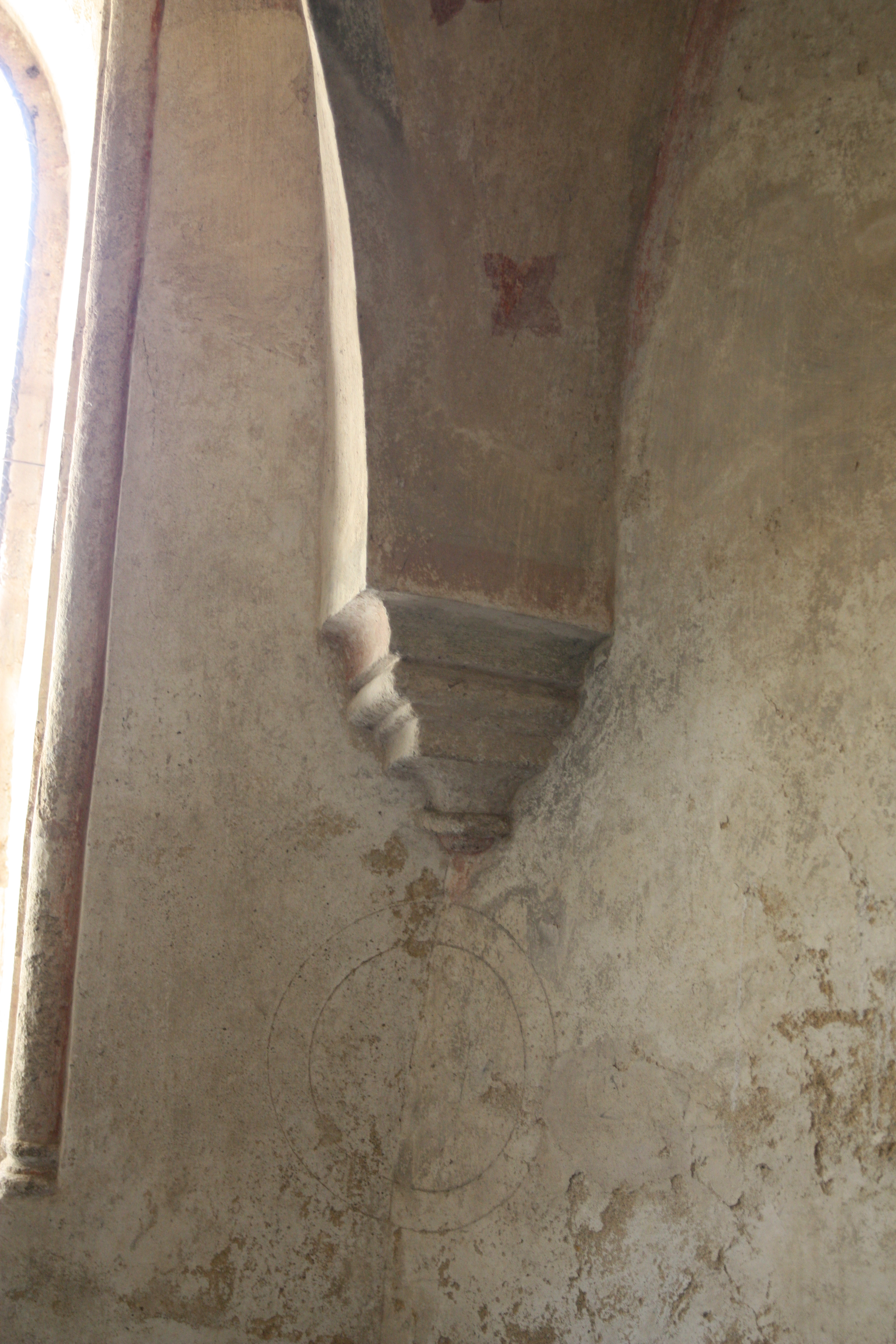
Konzolka se zvonovitým motivem
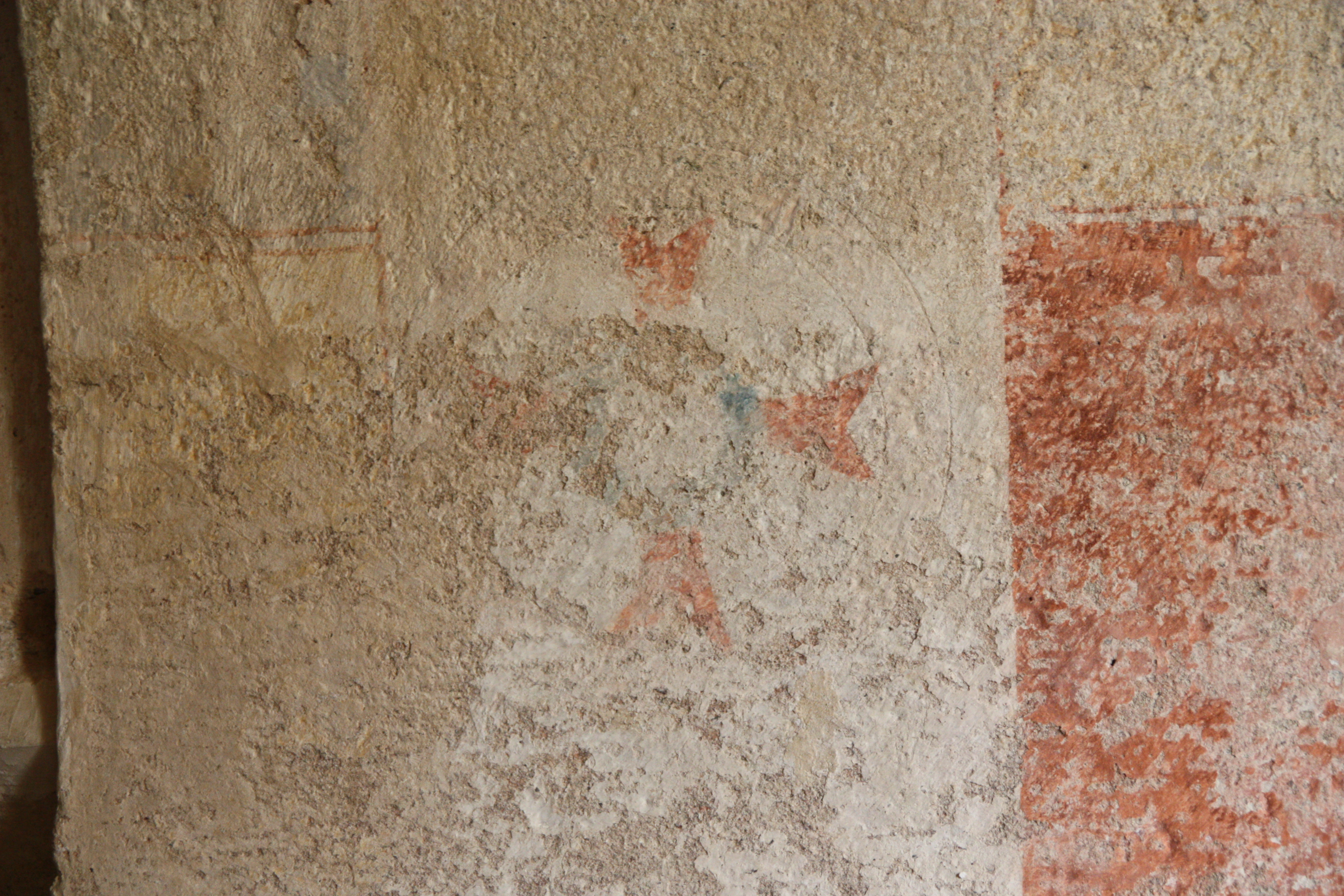
Konsekrační kříž vepsaný do kružnice
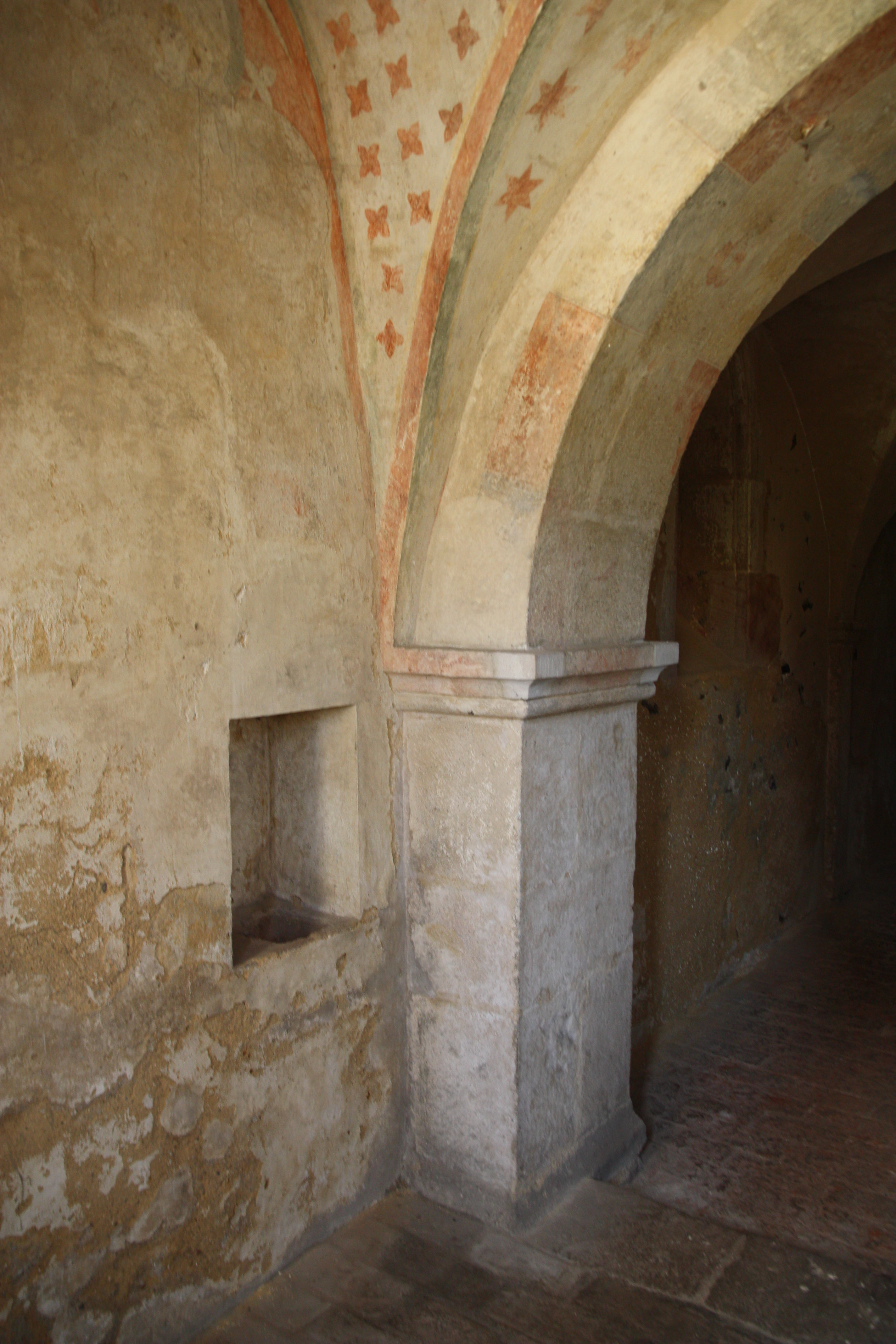
Napojení klenebního hřebínku na římsovou desku oblouku
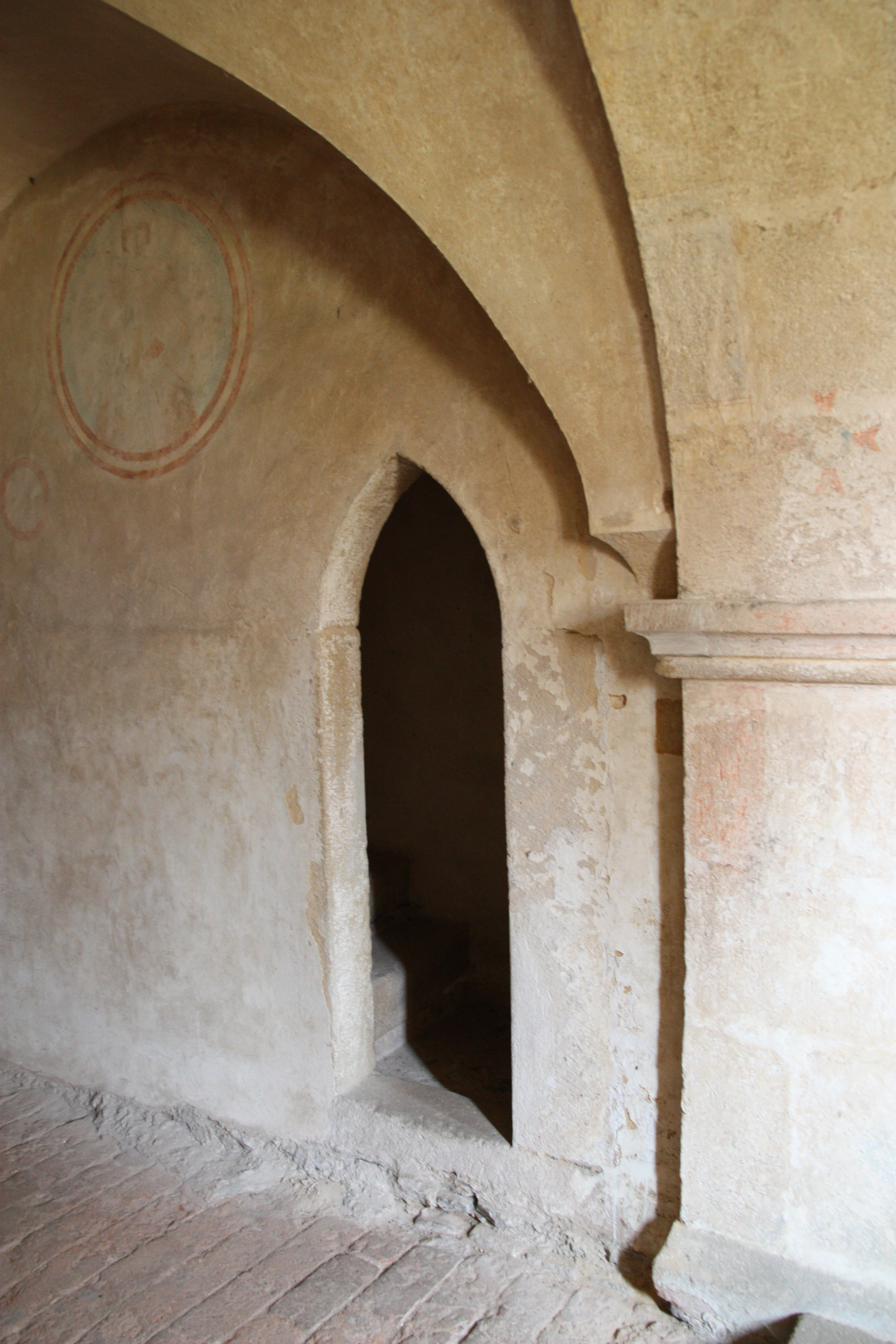
Ustoupení klenebního hřebínku vytváří výrazný prostorový prvek
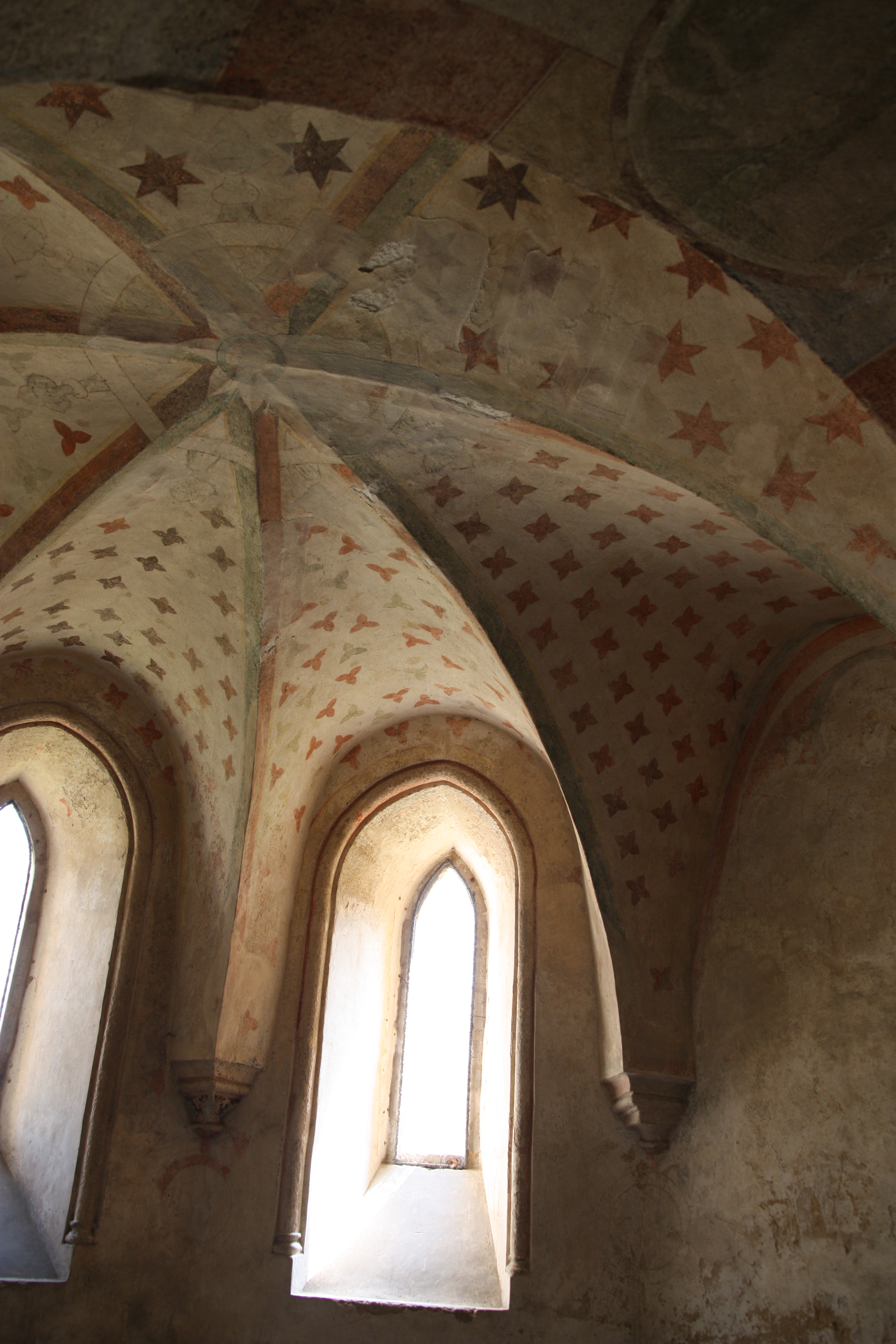
Výrazné ostění opisuje tvar okenního otvoru

### Horní patro

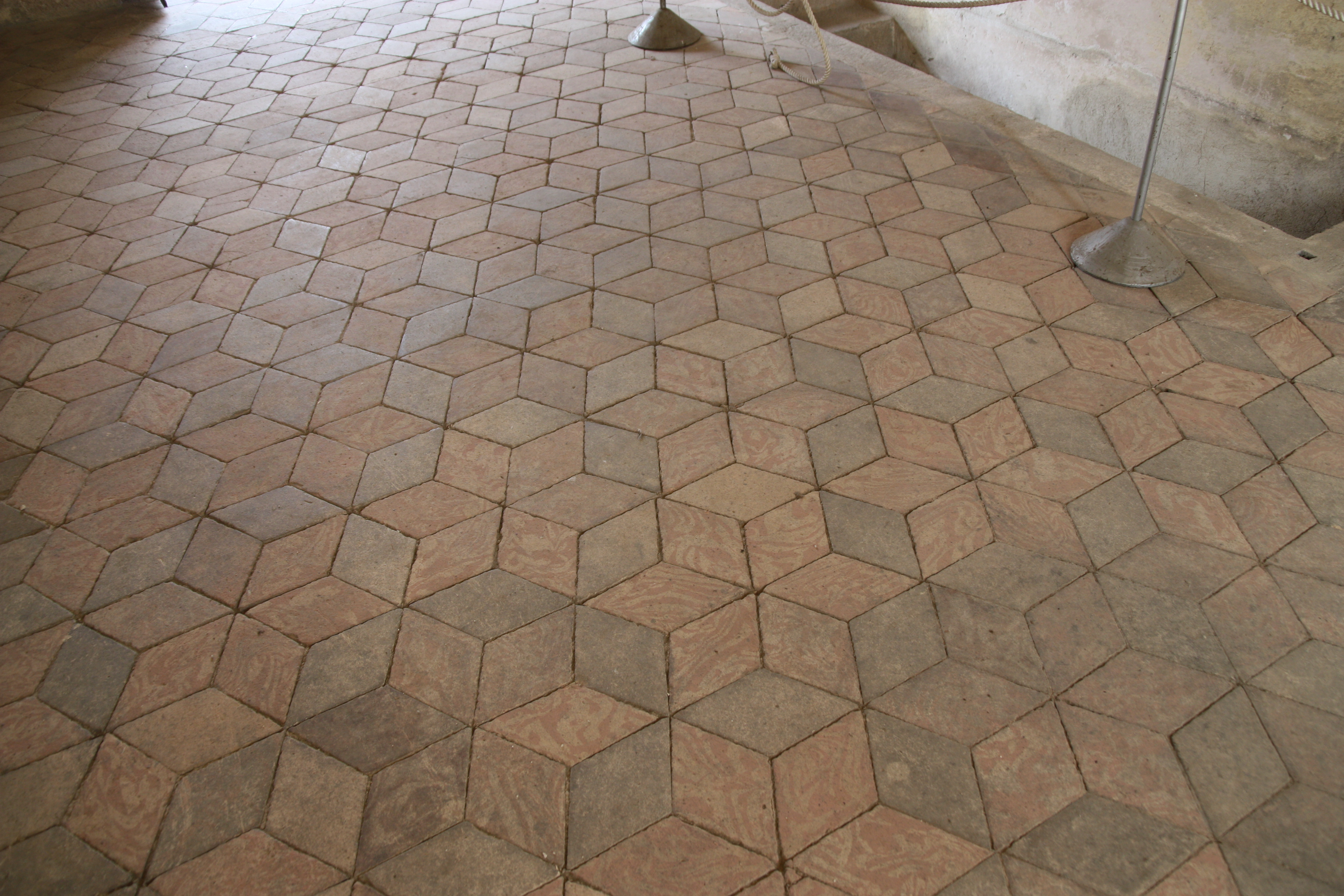
Dlažba horní kaple
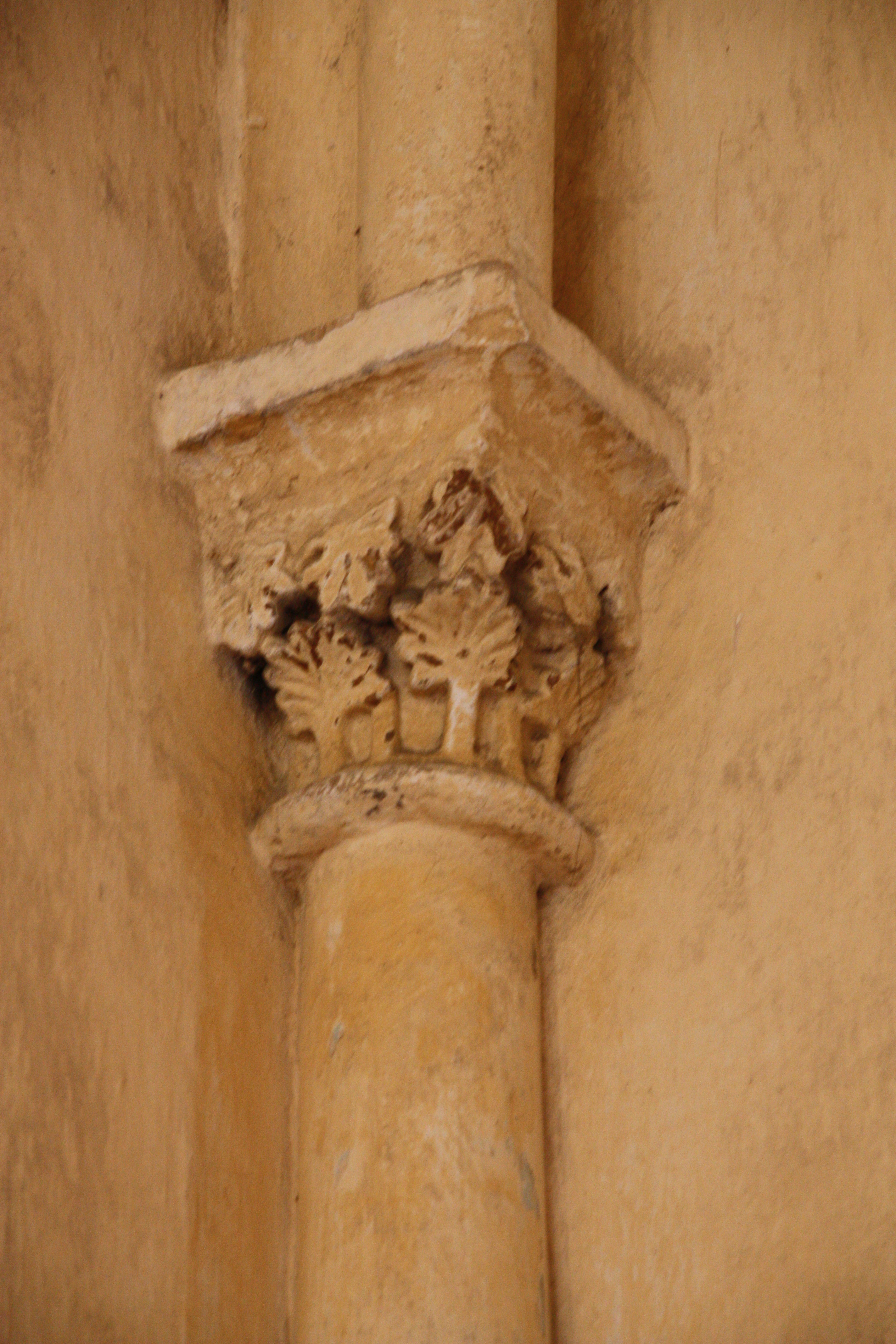
Hlavice klenební přípory s vegetabilním motivem
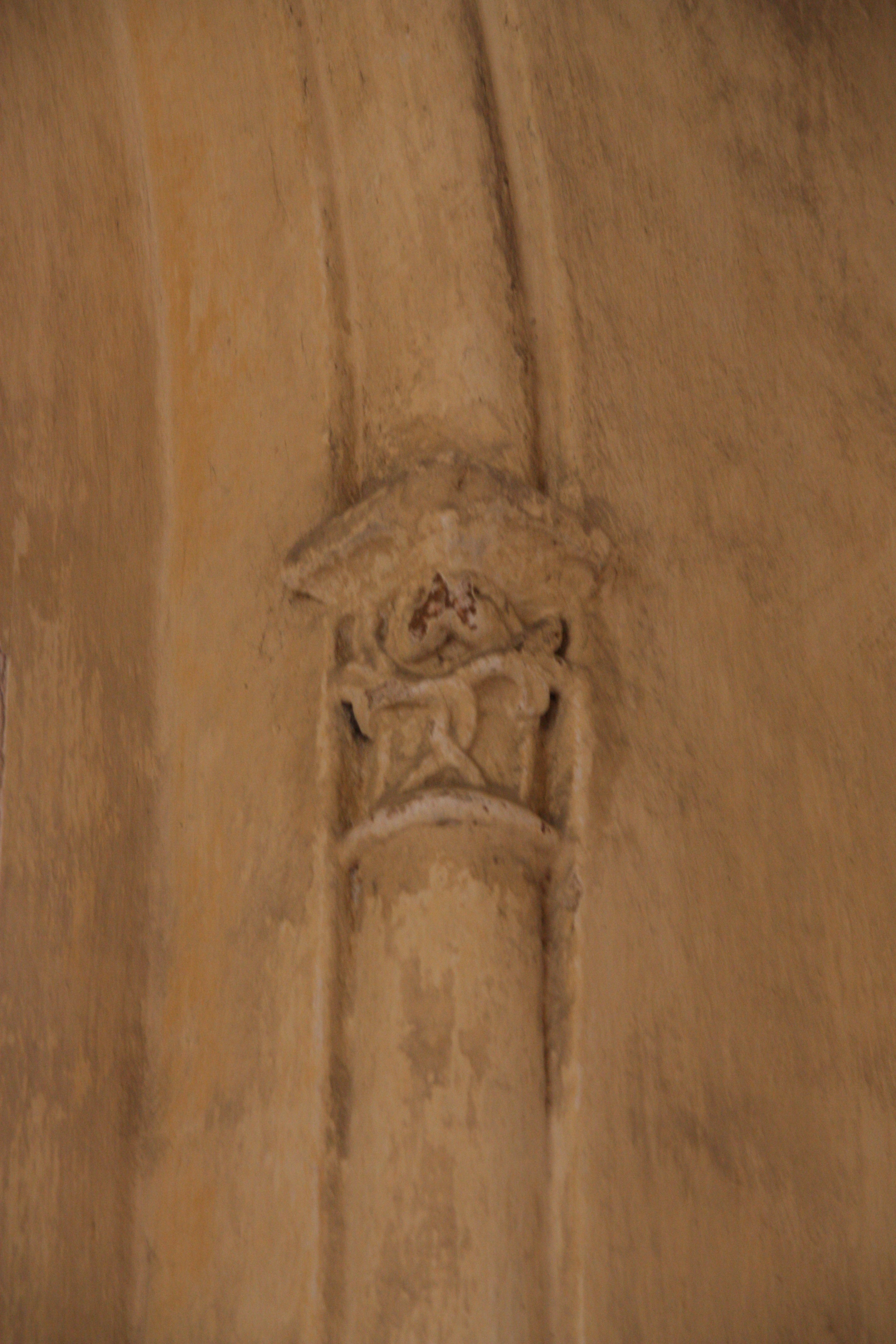
Hlavice s vegetabilním motivem propletených stonků
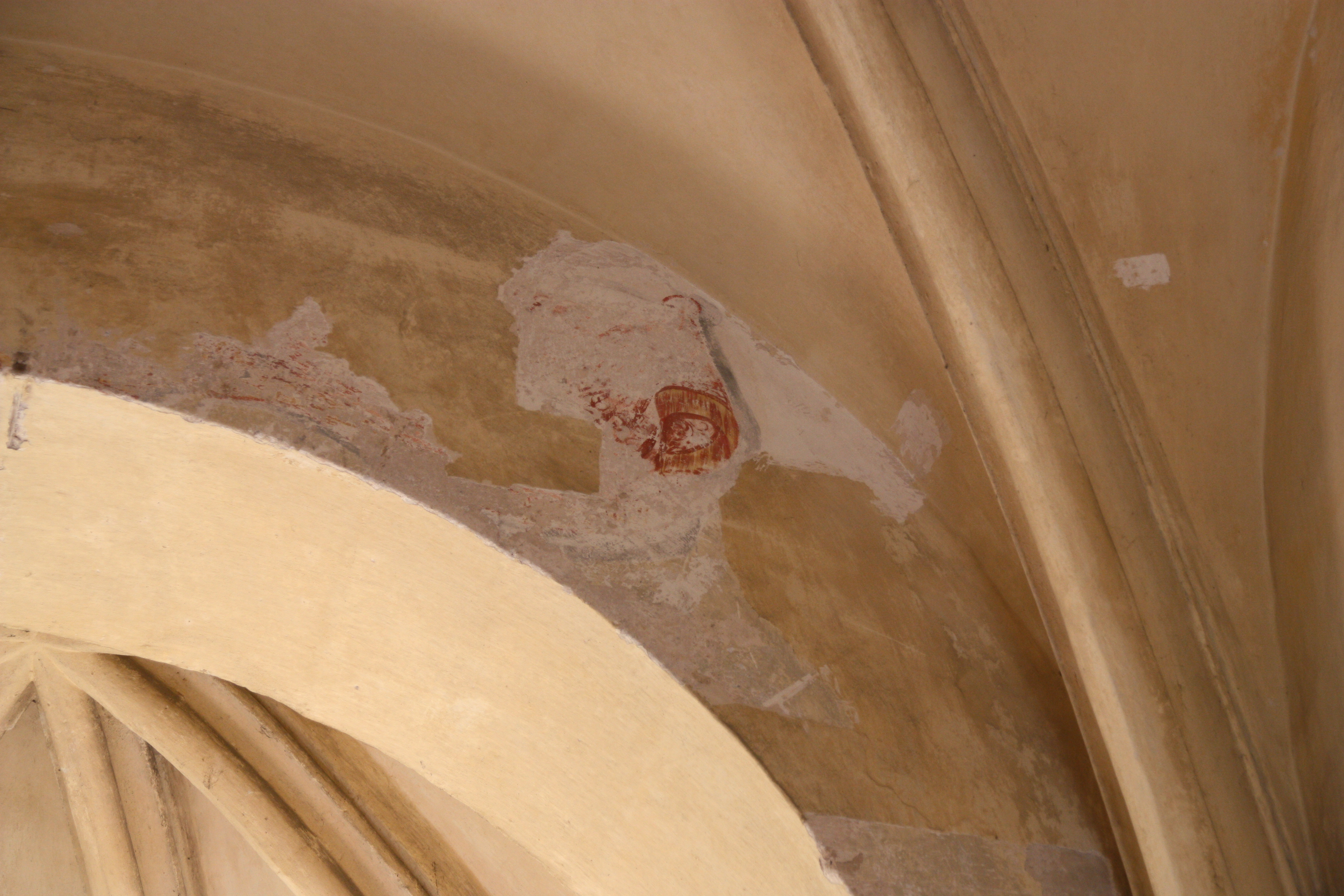
Částečně odkrytá nástěnná malba
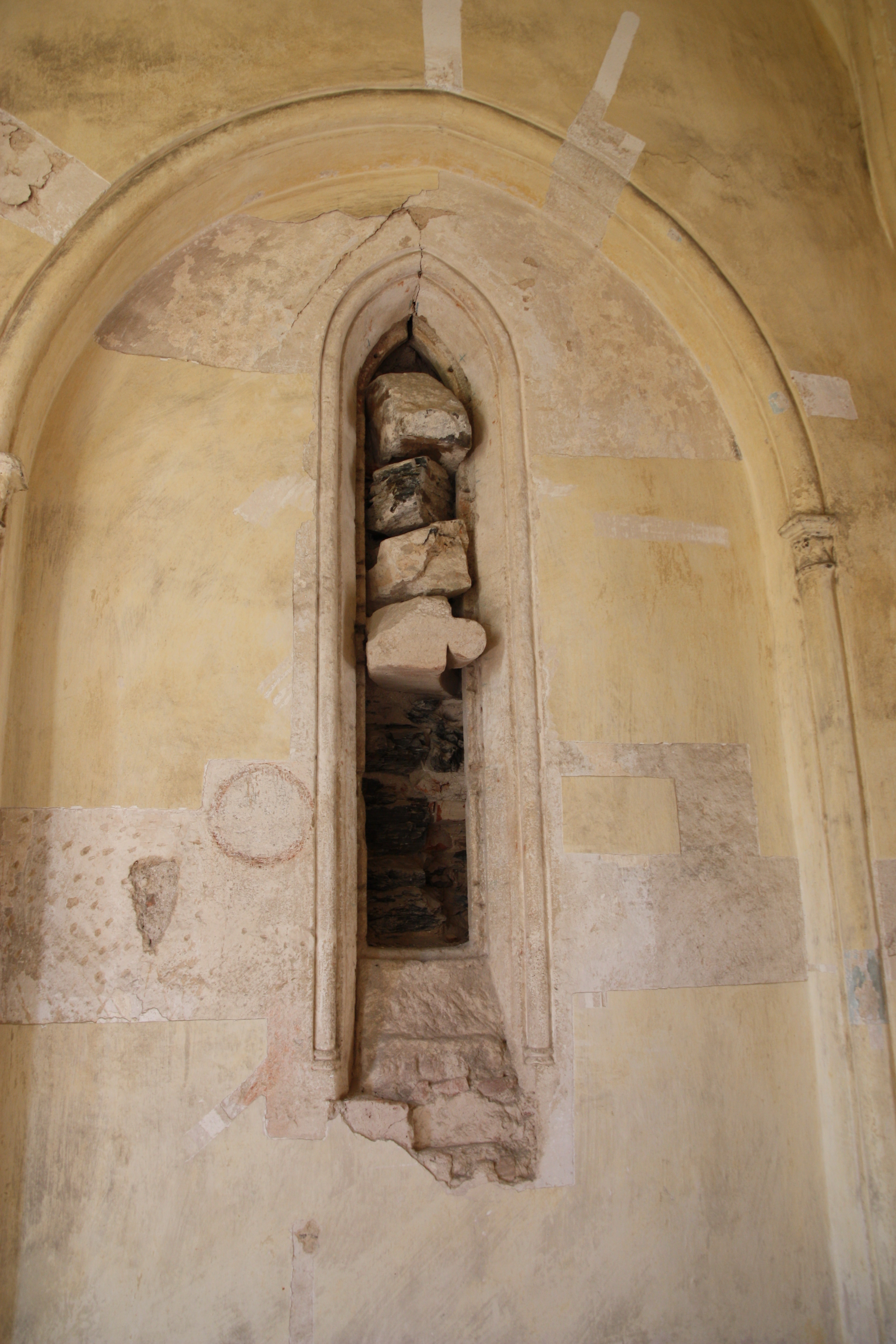
Odkryté okno v jižní stěně
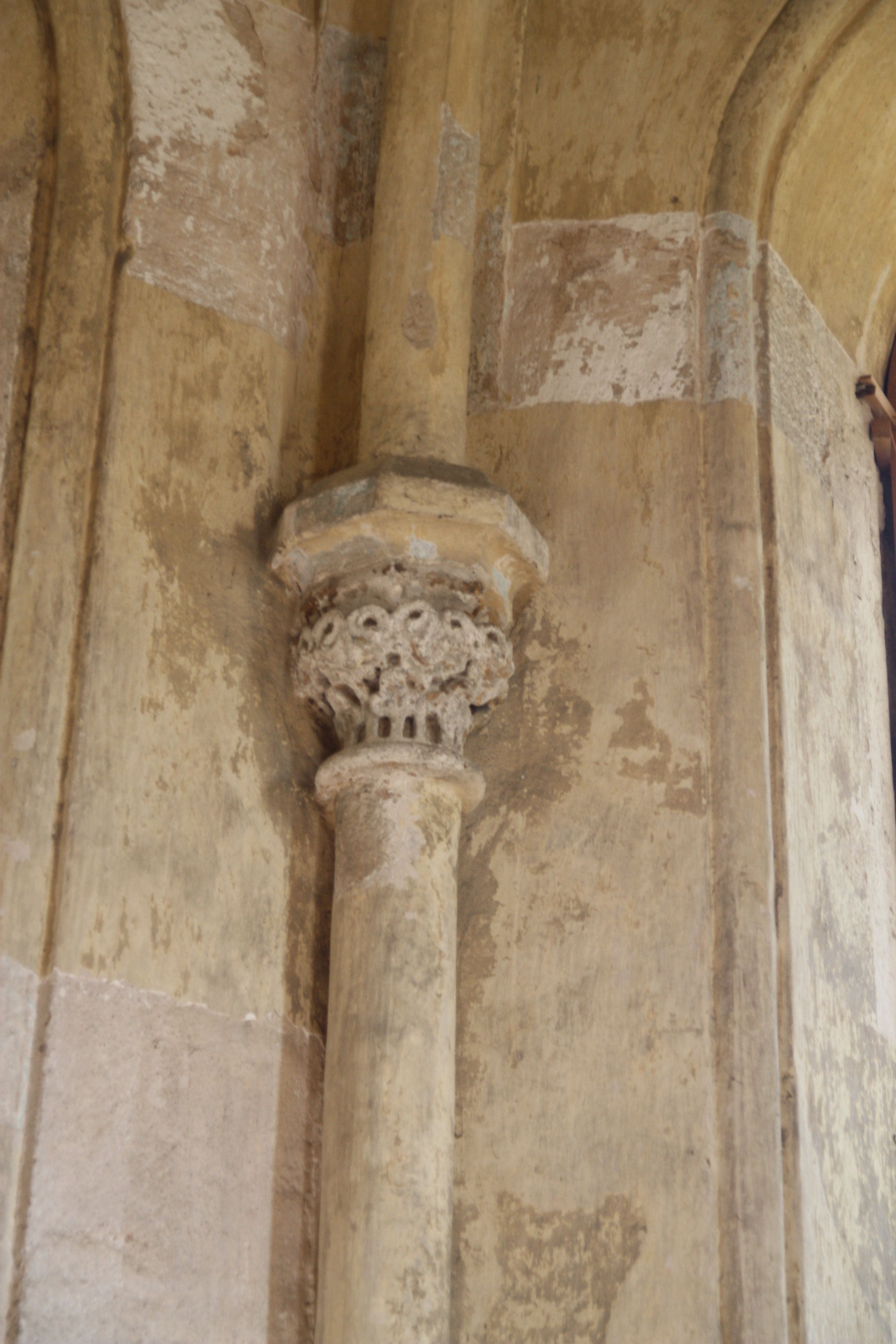
Hlavice s vegetabilním motivem
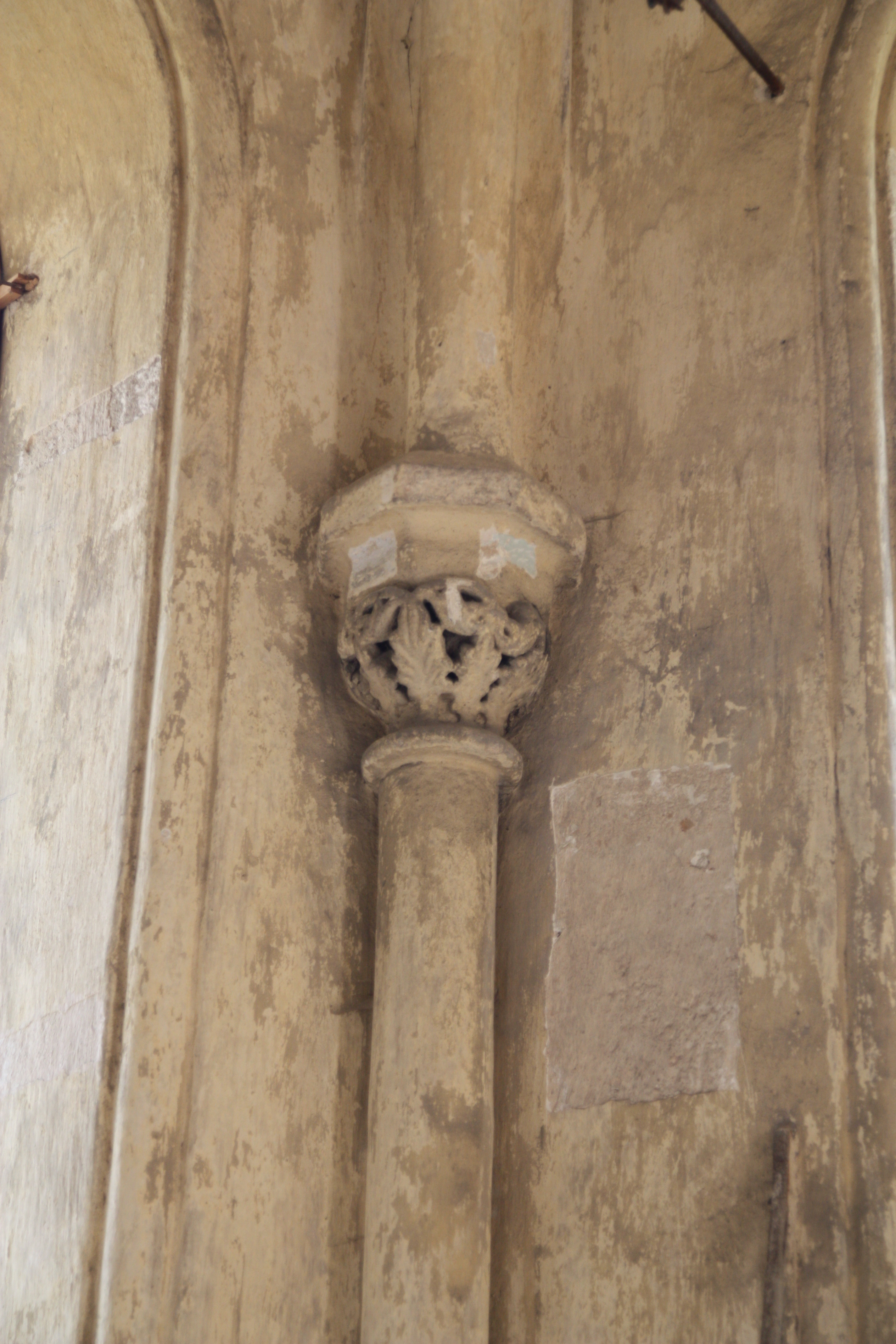
Hlavice s vegetabilním motivem
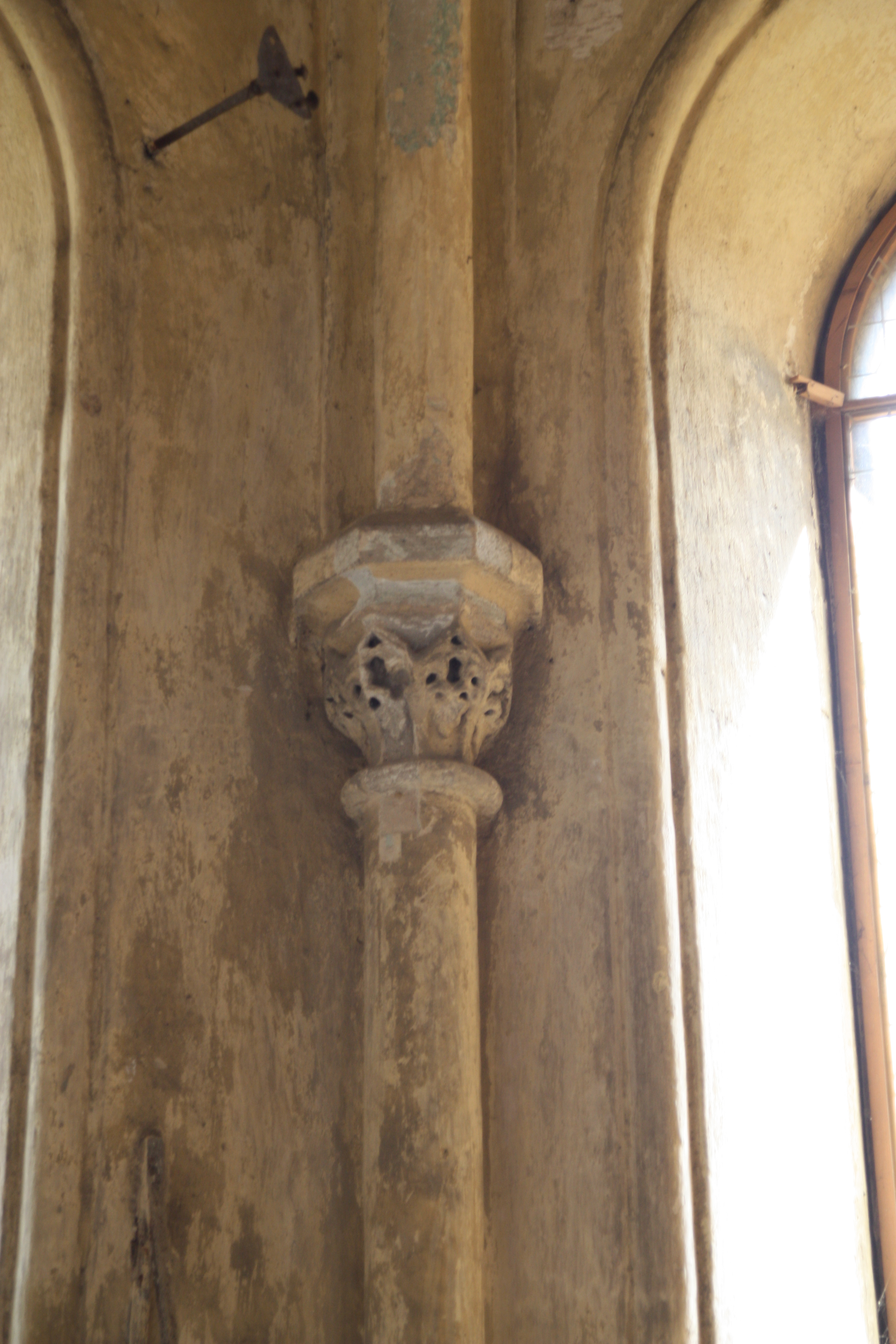
Hlavice vytesaná v precizním detailu
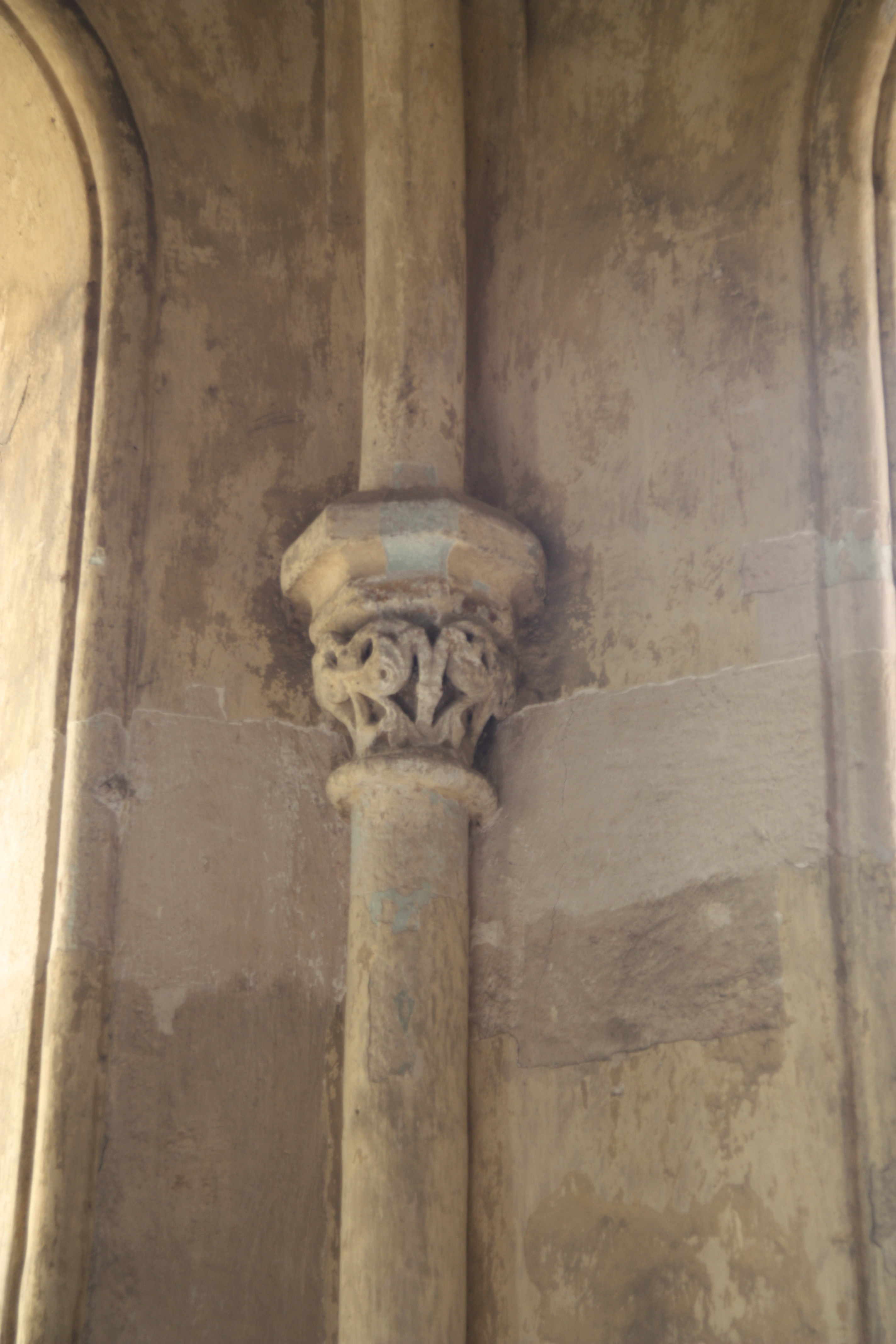
Hlavice s výrazným přírodním vzorem
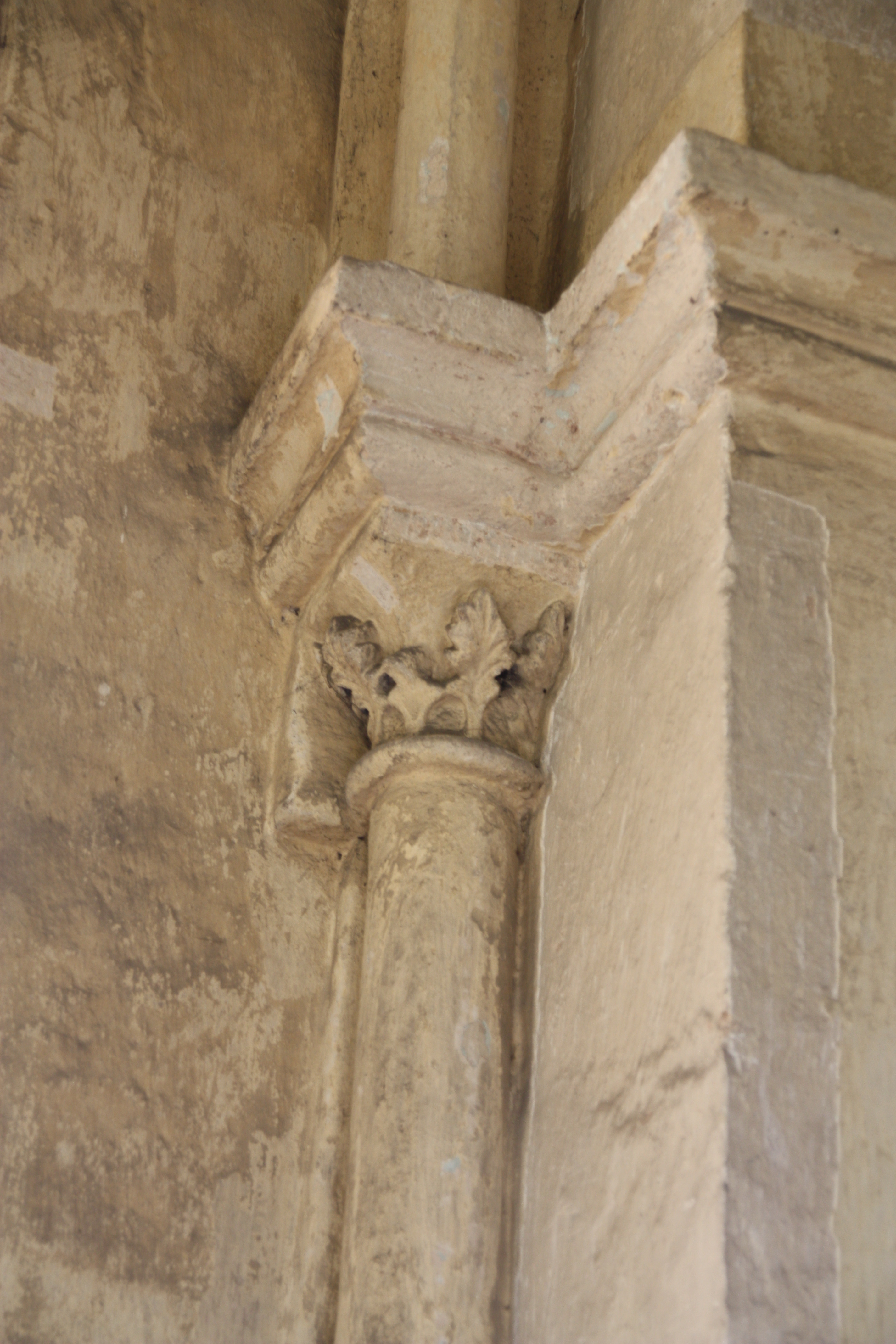
Detail subtilní přípory s hlavicí a mohutnou krycí deskou
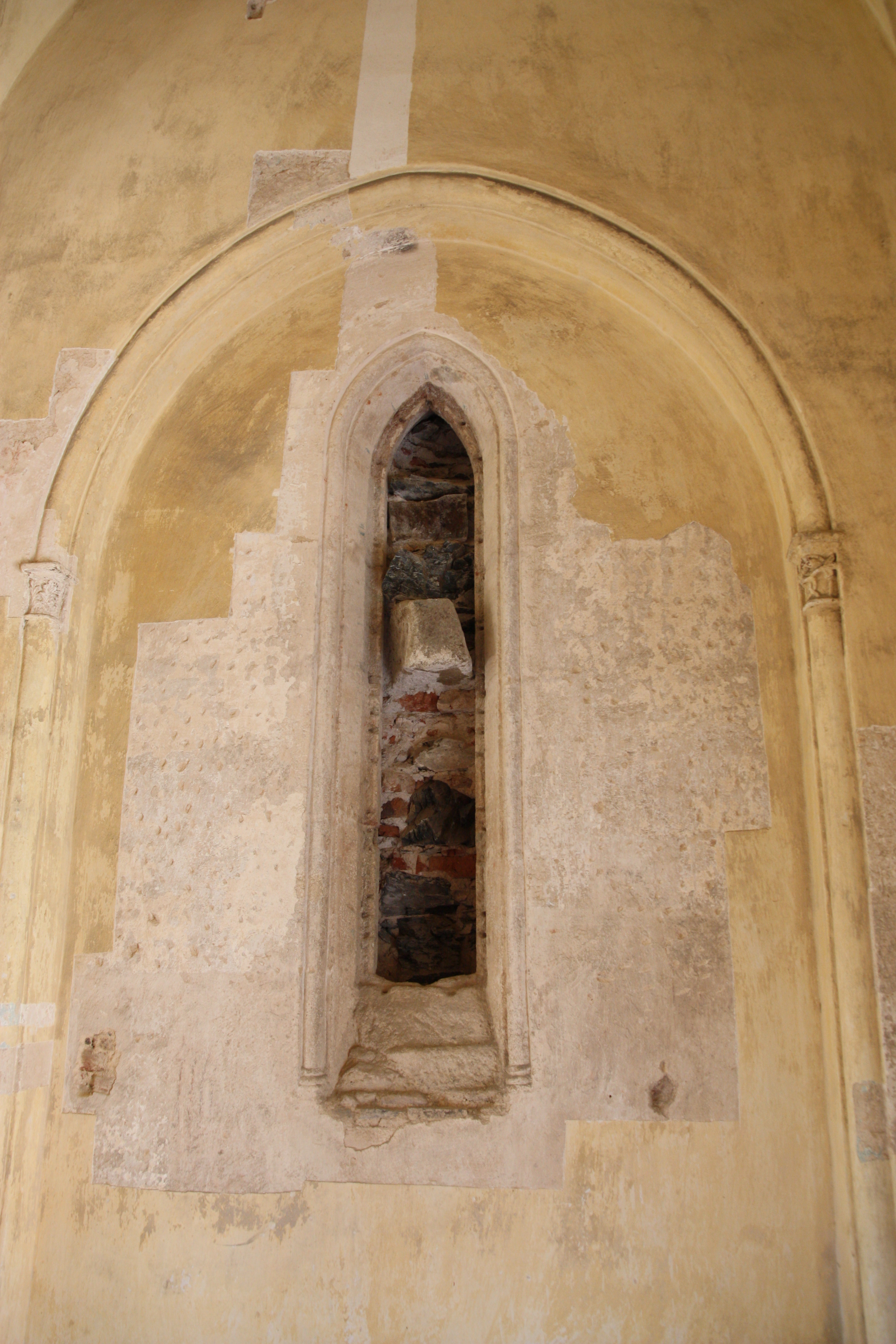
Druhé okno odkryté v jižní stěně
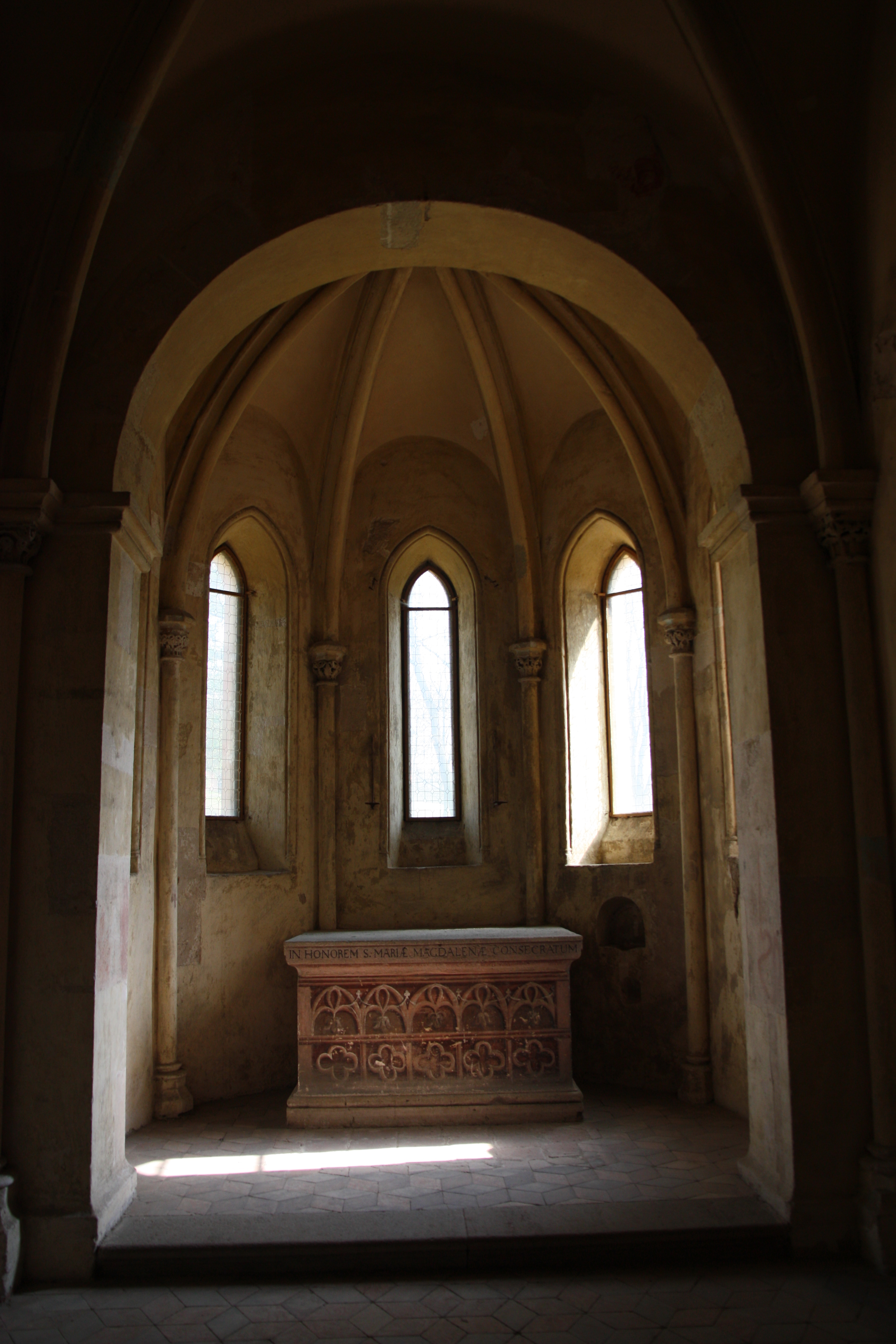
Pohled do presbytáře horní kaple
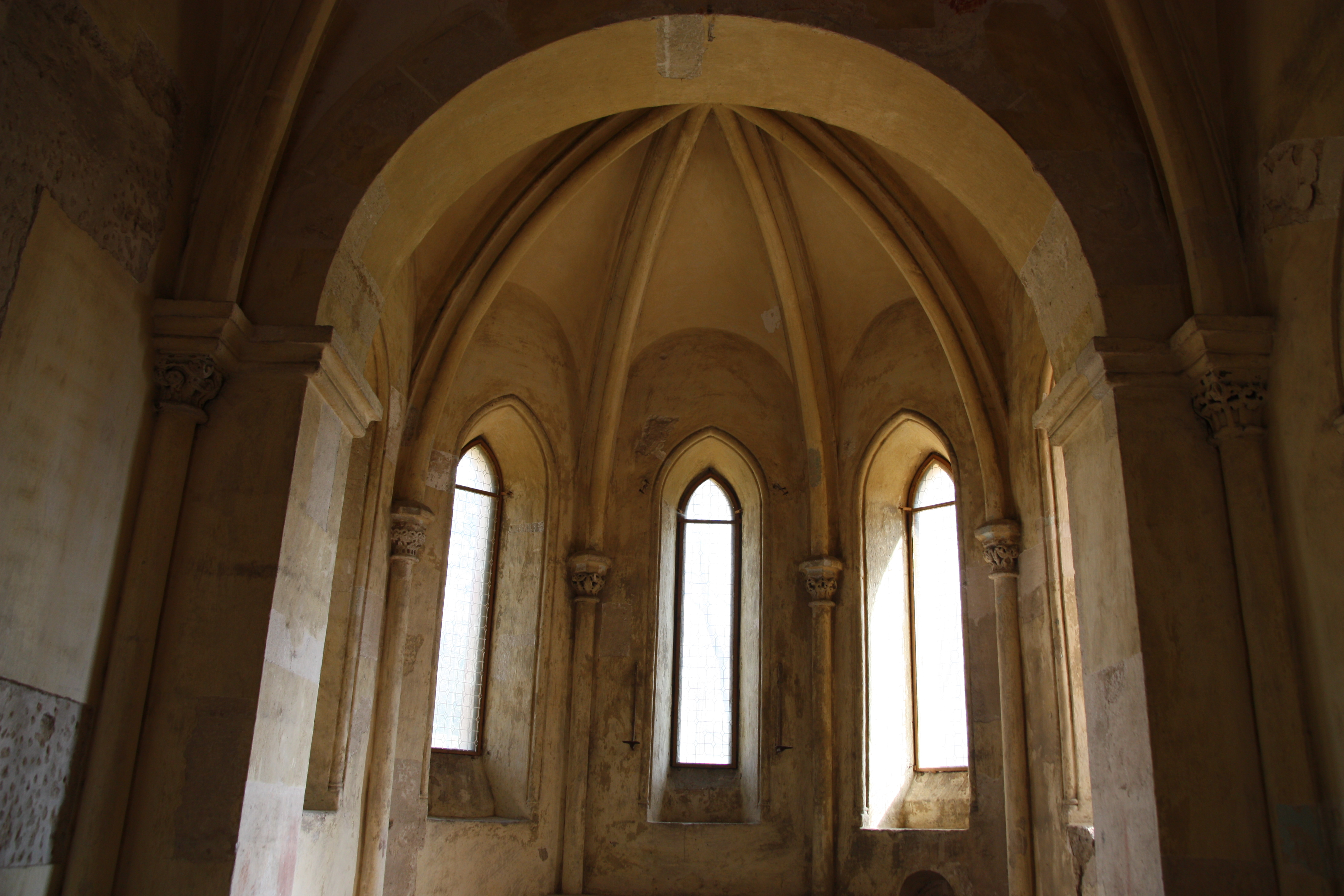
Paprsčitá klenba presbytáře
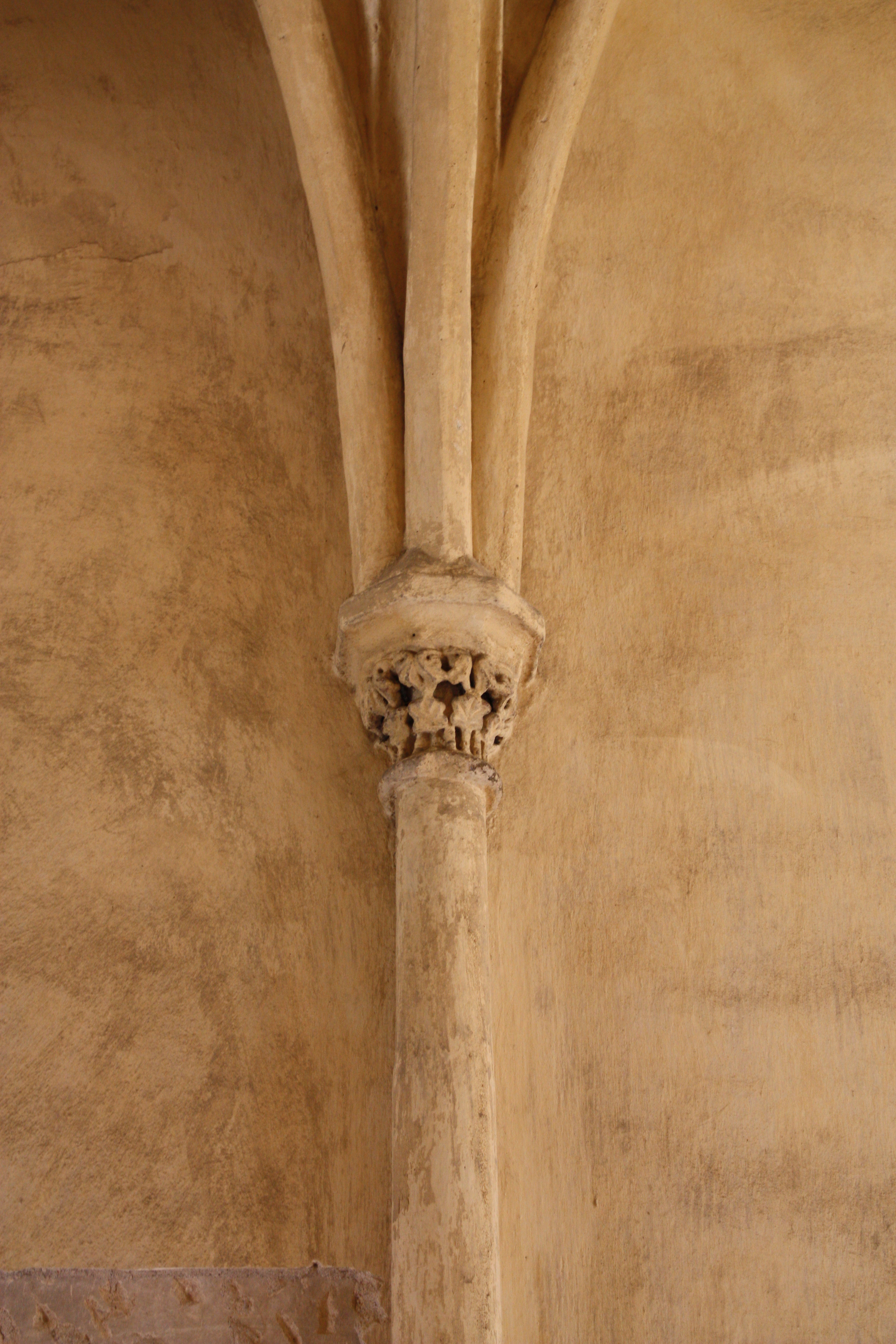
Klenební přípora s hlavicí a s náběhy žeber
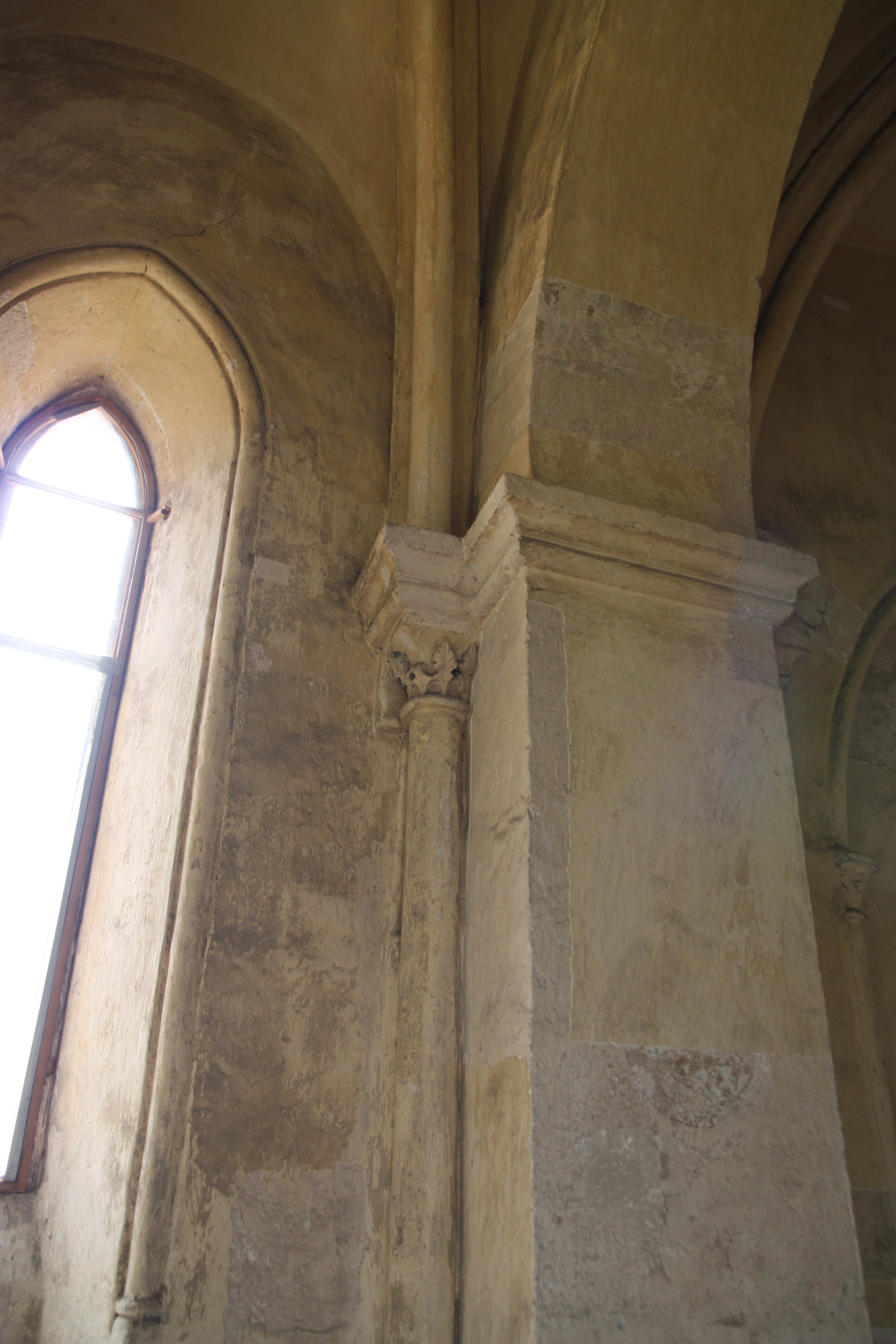
Mohutný přístěnný pilíř vítězného oblouku
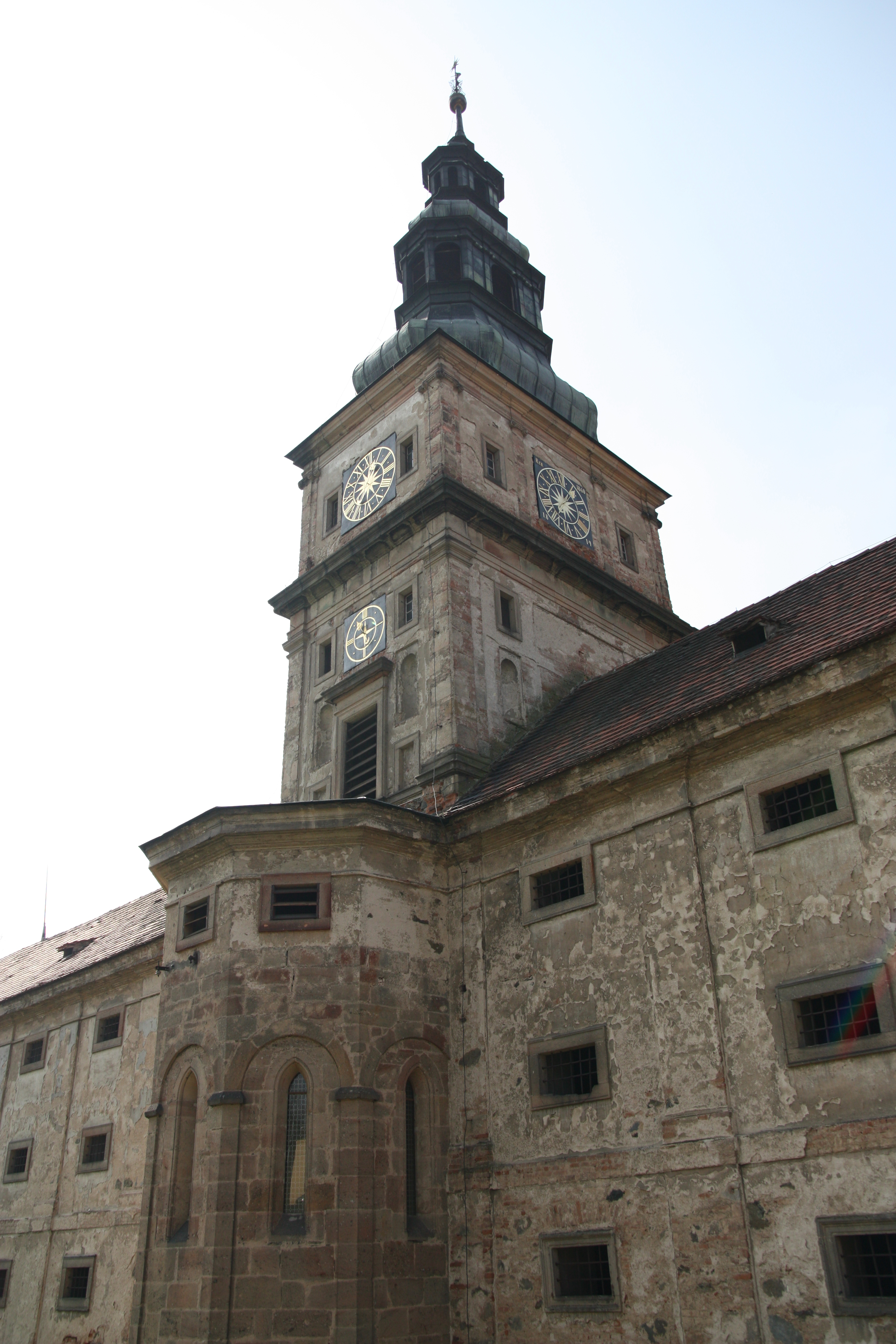
Barokní věž s hodinami dominující starým sýpkám
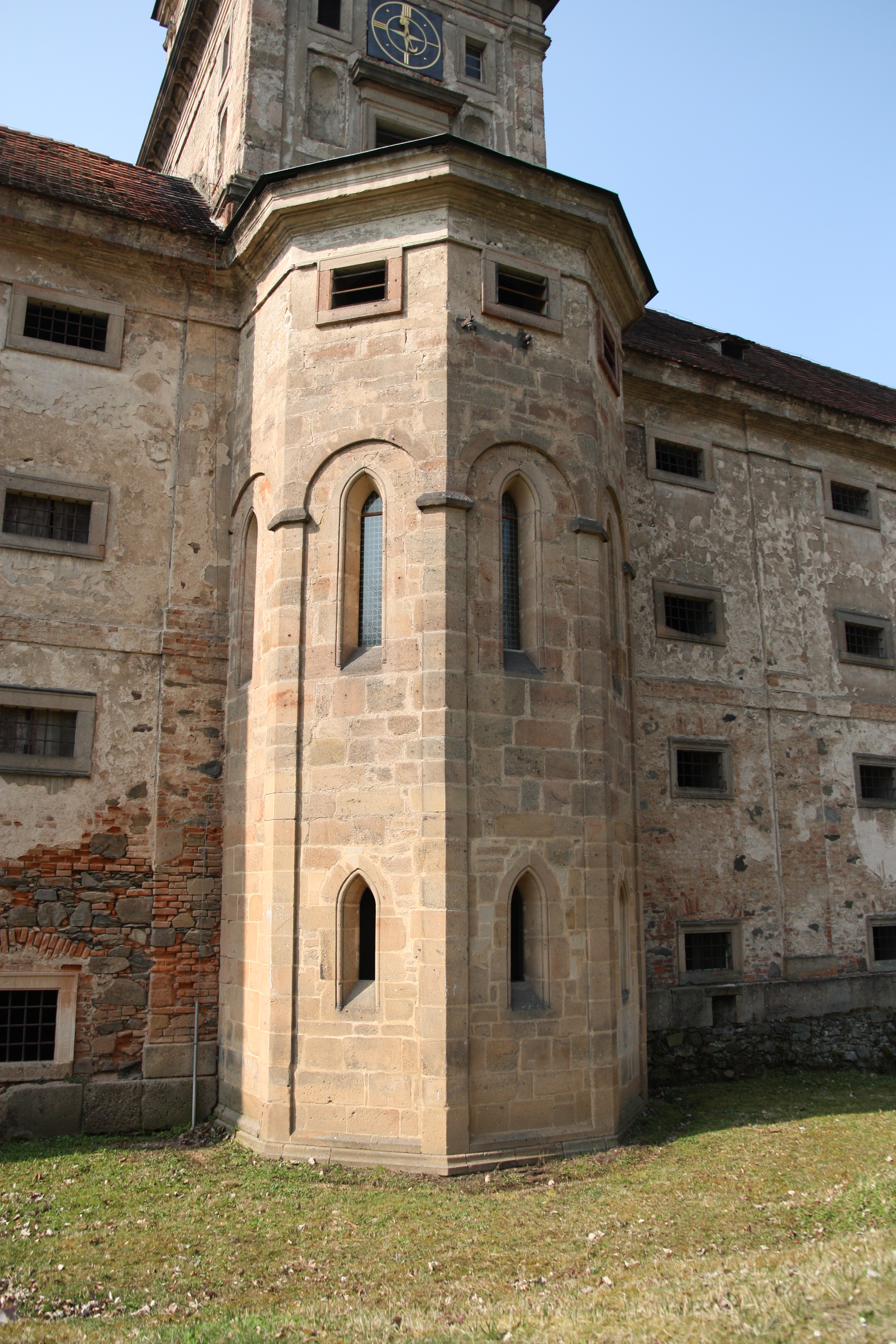
Pohled na kapli zvenku

### Historické fotografie a kresby

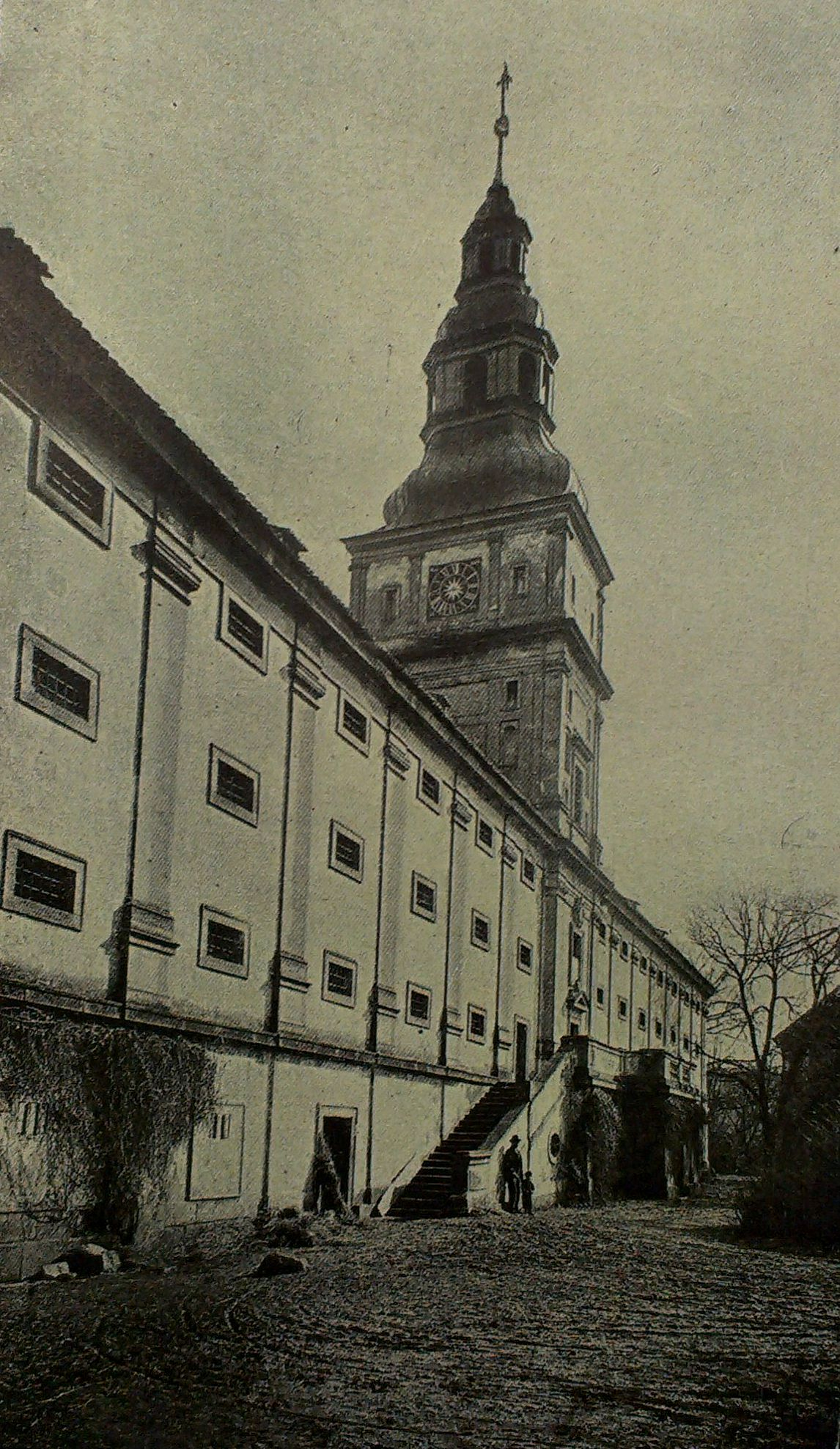
Pohled na barokní sýpky od severozápadu
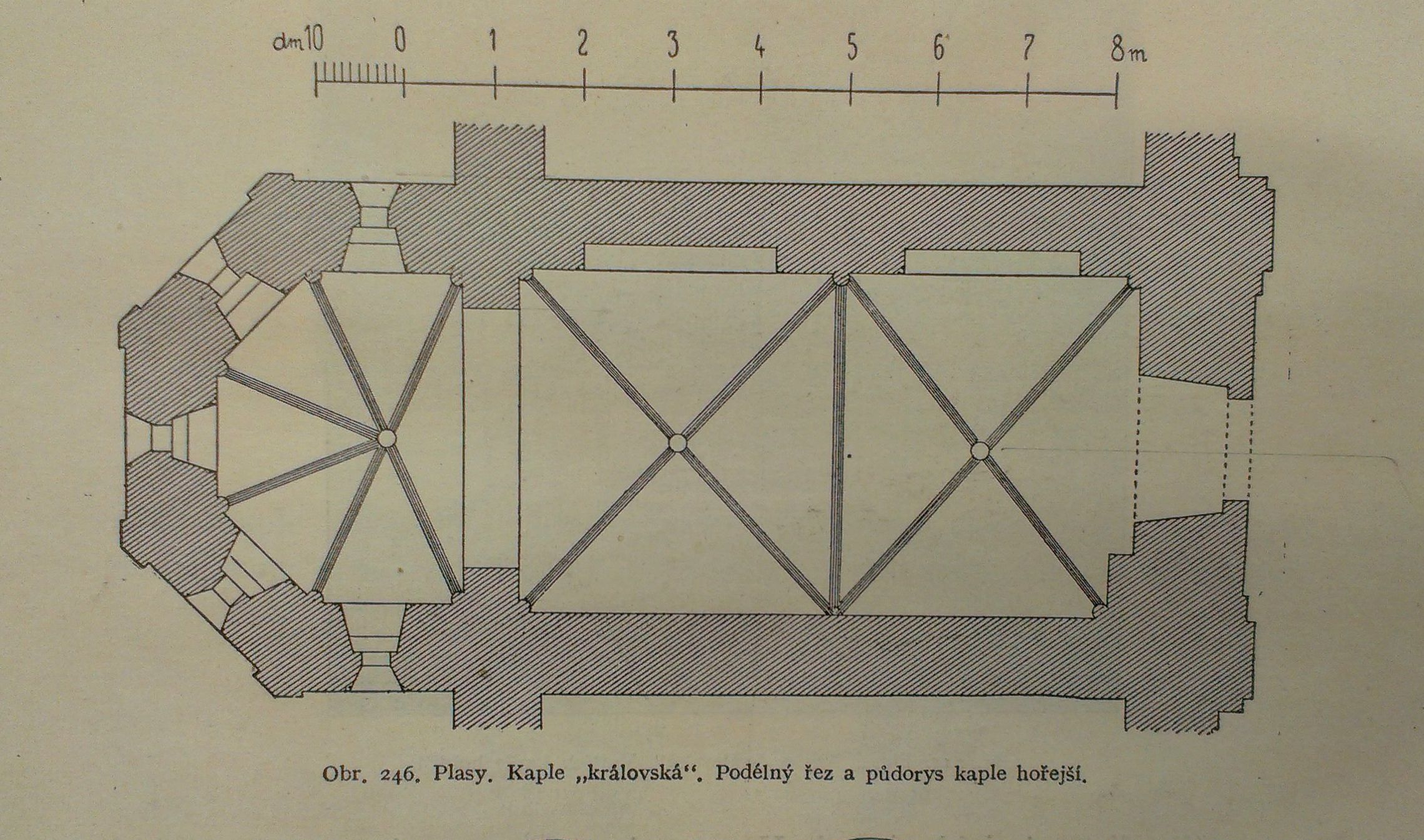
Půdorys horní kaple
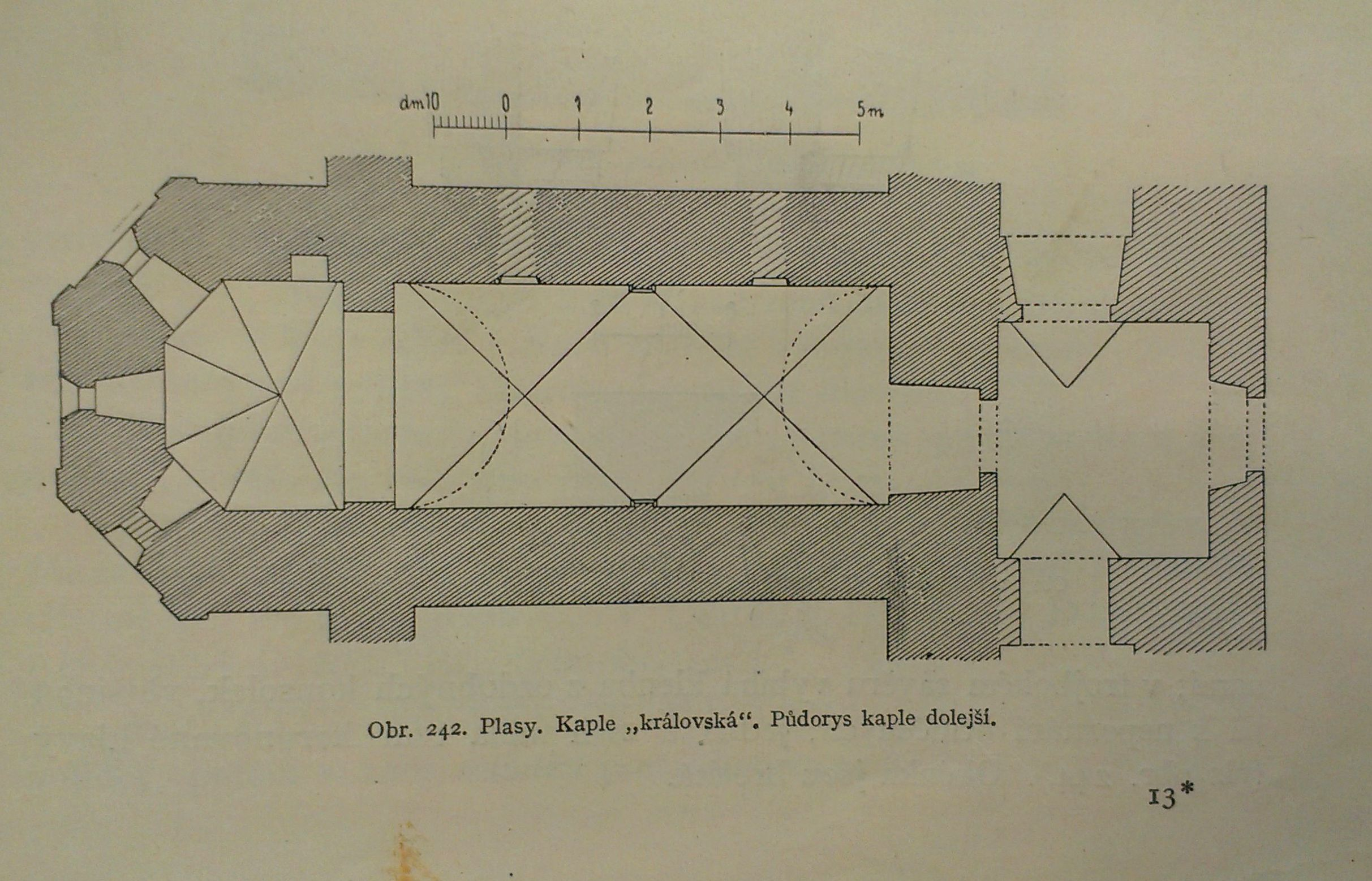
Půdorys dolní kaple
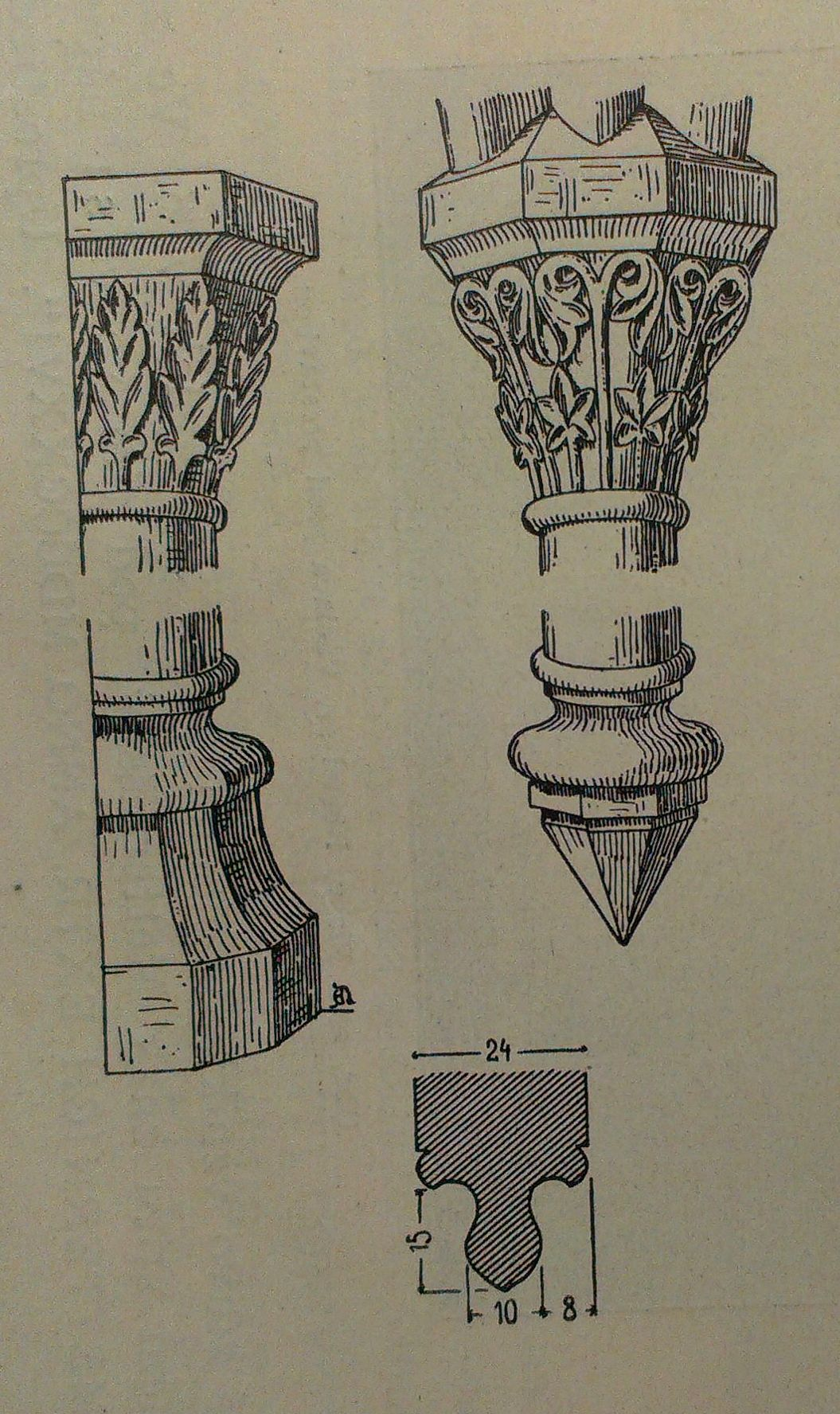
Kresba – patka, konzola a řez žebrem v horním patře
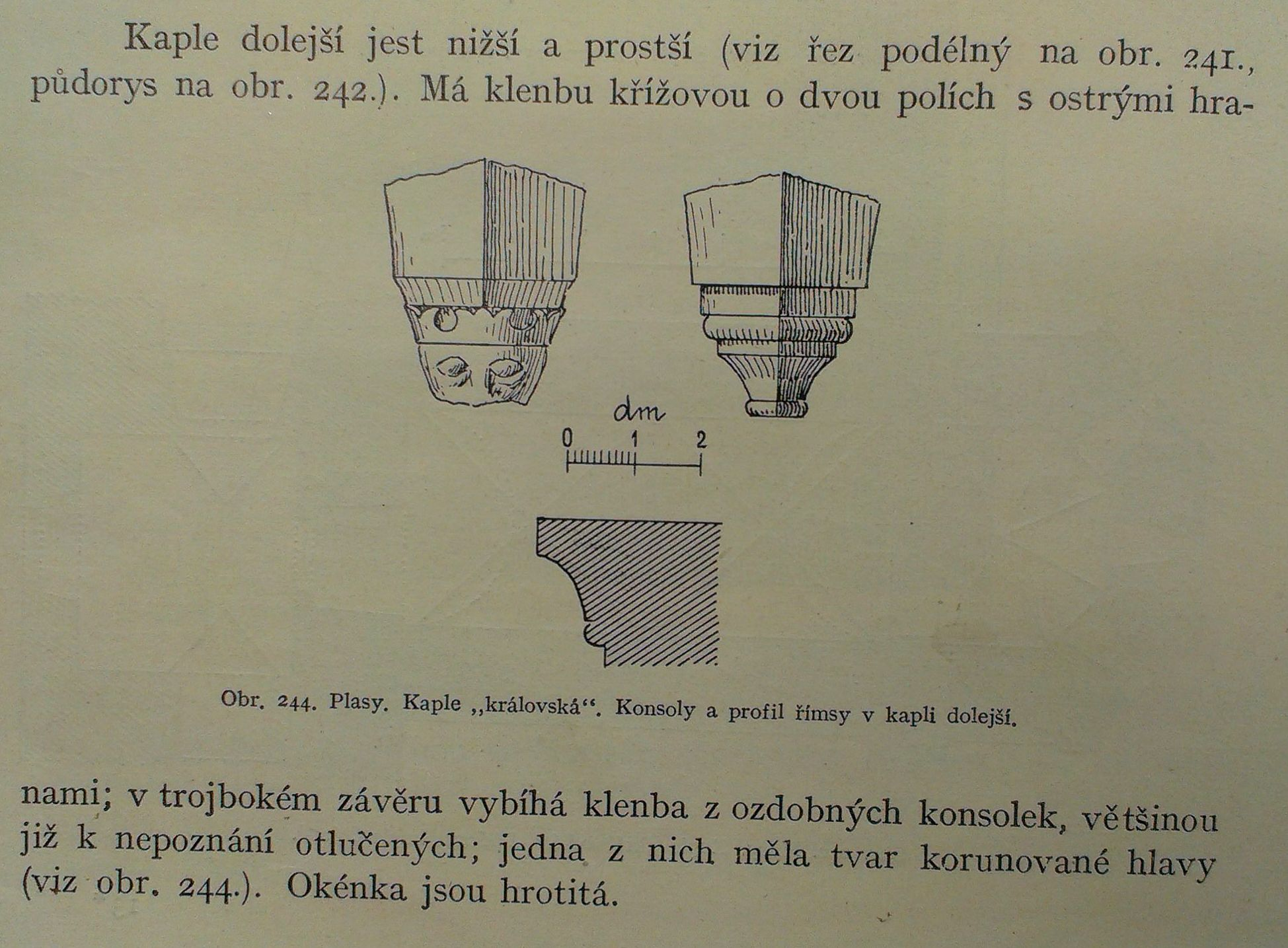
Kresba – konzolky nesoucí klenbu v dolní kapli
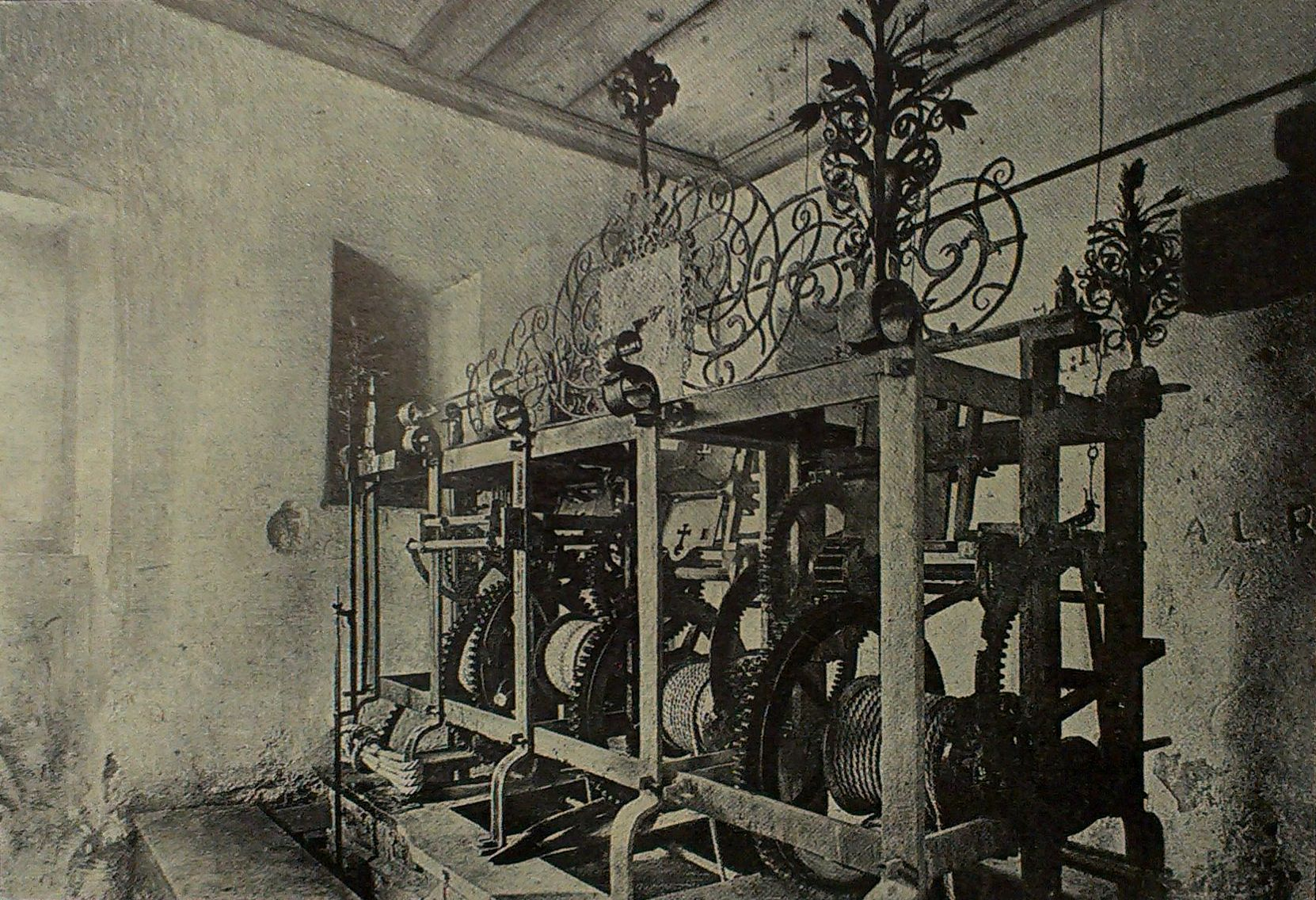
Ozdobný hodinový stroj v barokní věži
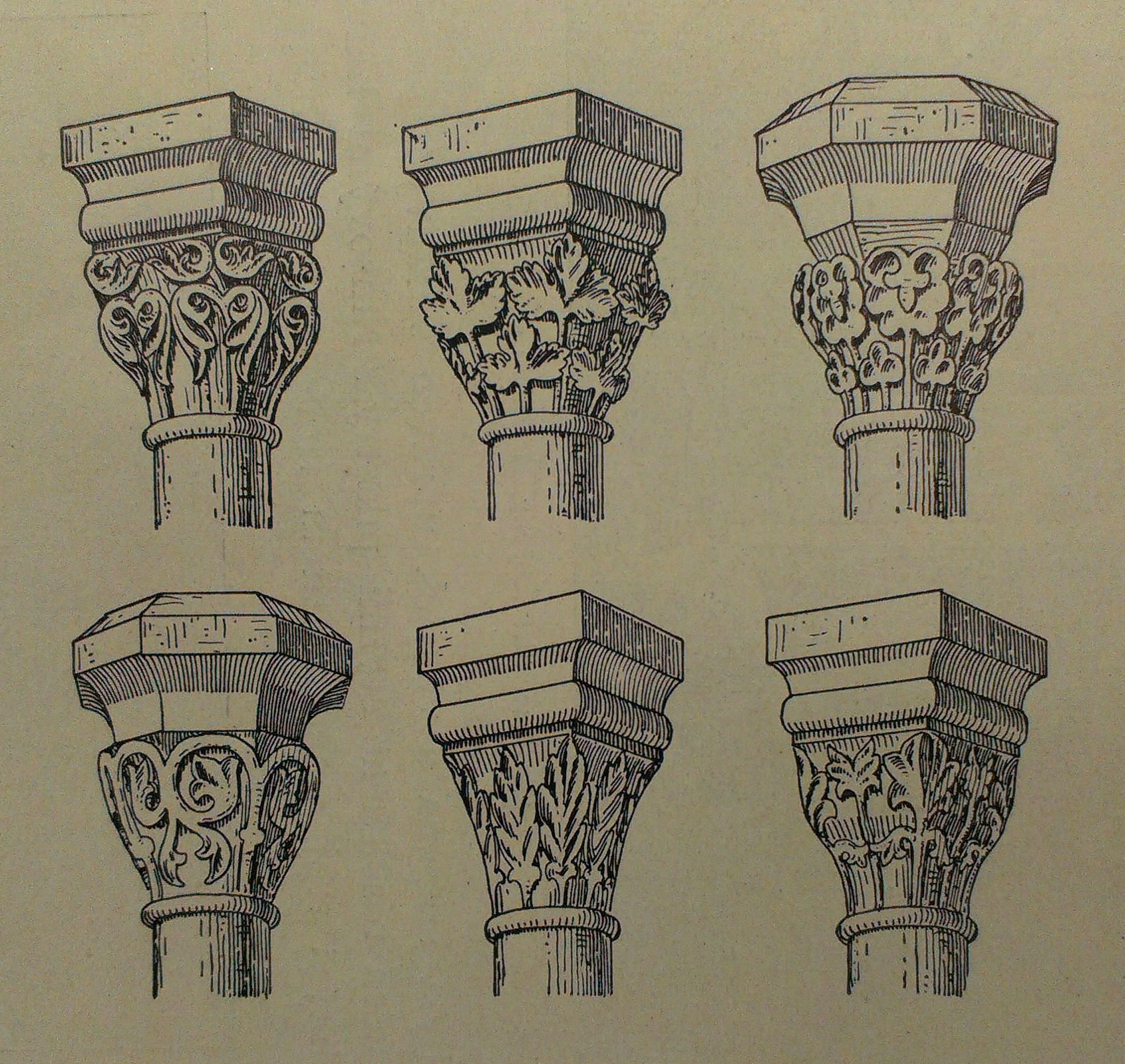
Kresba – hlavice přípor
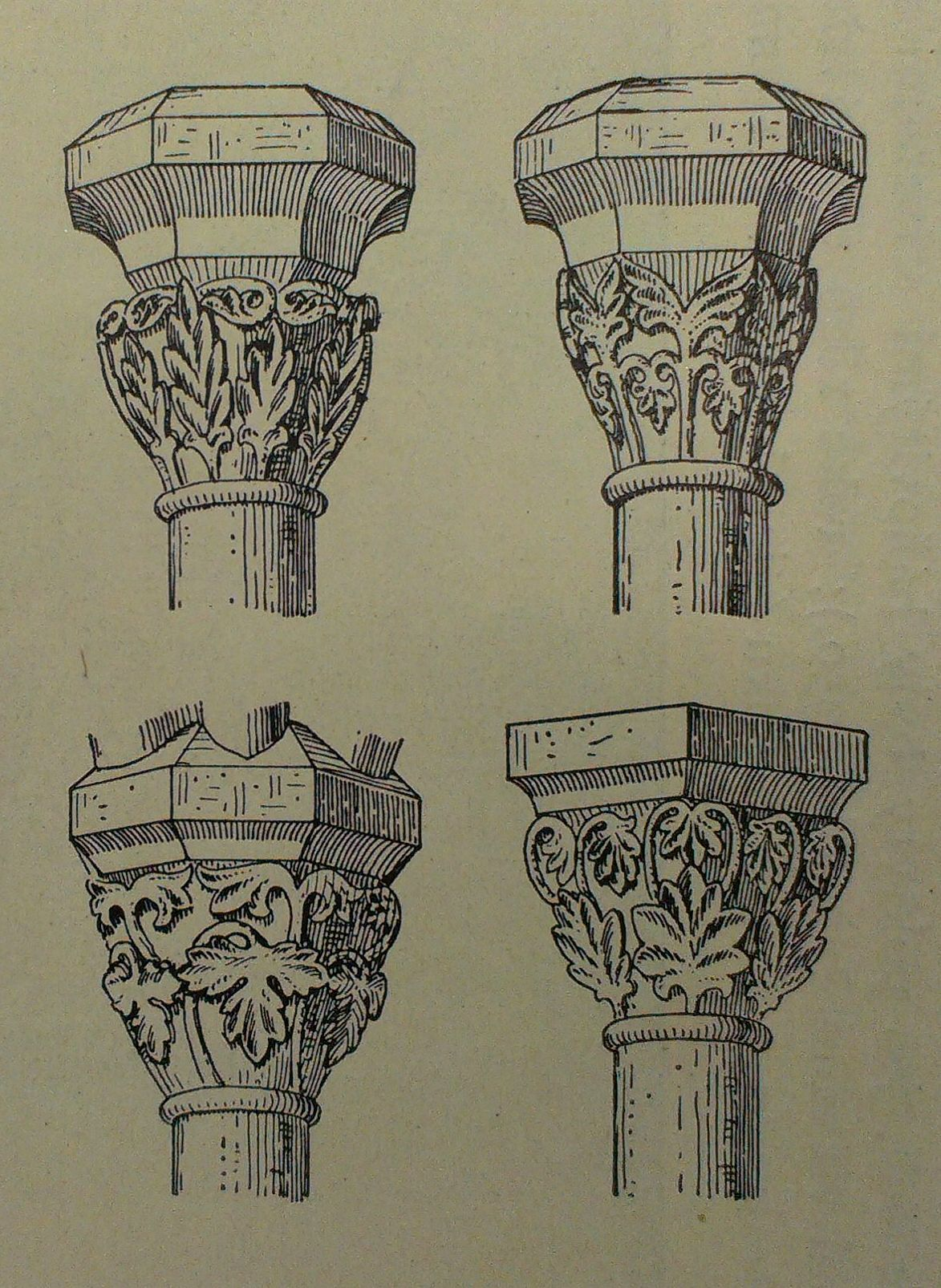
Kresba – hlavice přípor
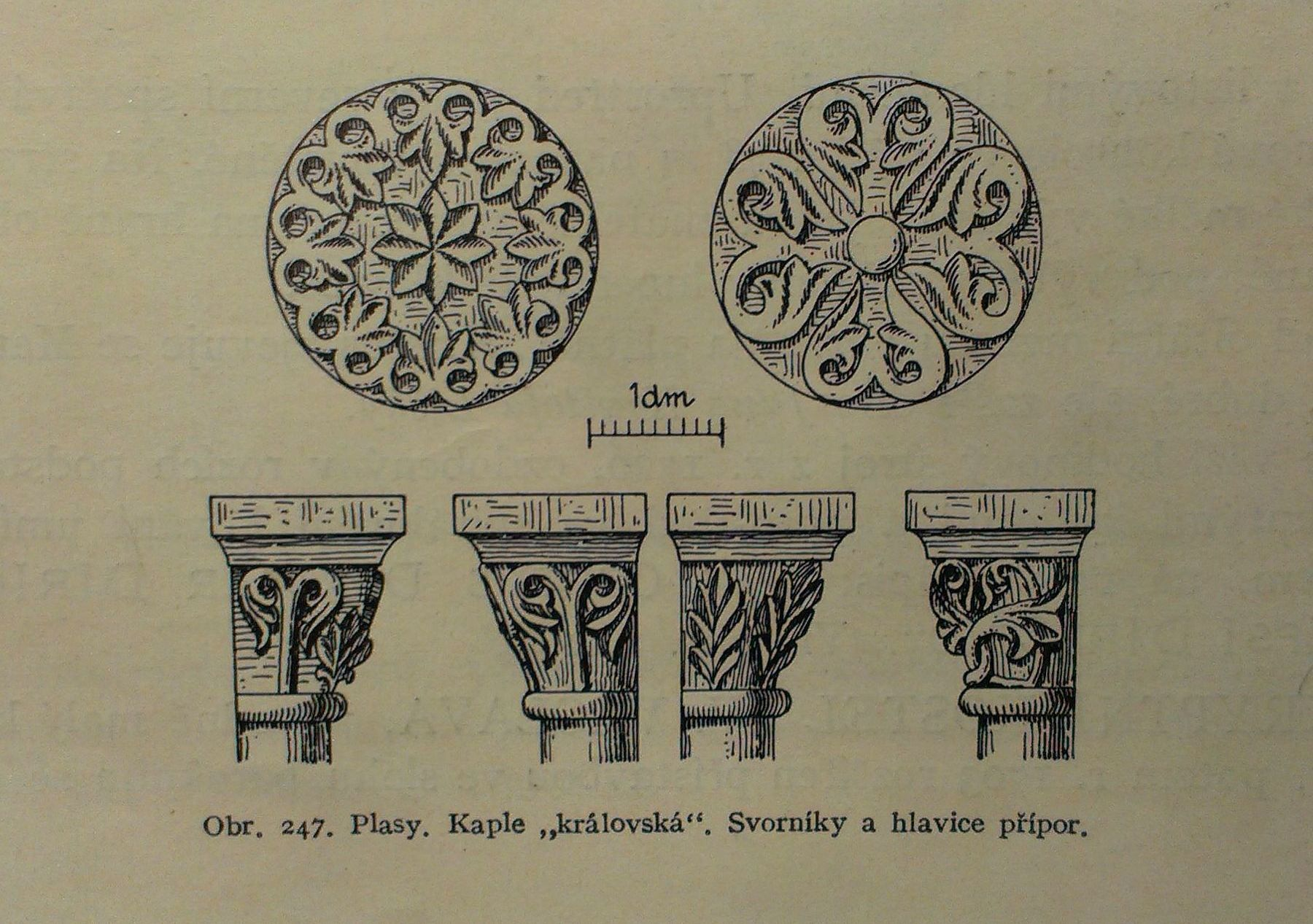
Kresba – svorníky a hlavice přípor v horní kapli